# Liste der Kulturdenkmale in Sohland an der Spree

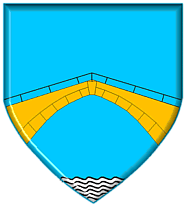
Wappen

In der Liste der Kulturdenkmale in Sohland an der Spree sind die Kulturdenkmale der sächsischen Gemeinde Sohland an der Spree verzeichnet, die bis September 2024 vom Landesamt für Denkmalpflege Sachsen erfasst wurden (ohne archäologische Kulturdenkmale). Die Anmerkungen sind zu beachten.
Diese Liste ist eine Teilliste der Liste der Kulturdenkmale im Landkreis Bautzen.

## Sohland an der Spree
| Bild                                    | Bezeichnung | Lage                                                      | Datierung                                                          | Beschreibung | ID       |
| --------------------------------------- | --- | --------------------------------------------------------- | ------------------------------------------------------------------ | --- | -------- |
| Direkt Bild zu diesem Denkmal hochladen | Wehr der ehemaligen Mühle (Altscheidenbach)                                                                                          | (Nähe Spreetalstraße) (Karte)                             | Vermutlich 1797                                                    | Technikgeschichtlich von Bedeutung | 09251613 |
| Direkt Bild zu diesem Denkmal hochladen | Eisenbahnviadukt Sohland | (Karte)                                                   | 1875/1876                                                          | Achtbogige Eisenbahnbrücke an der Bahnstrecke Oberoderwitz–Wilthen, eisenbahngeschichtlich, baugeschichtlich und technikgeschichtlich von Bedeutung | 09251548 |
| Direkt Bild zu diesem Denkmal hochladen | Granittrog | Alte Dorfstraße (vor Flurstück 372/5) (Karte)             | 19. Jahrhundert                                                    | Als Brunnen genutzt, sozialgeschichtlich von Bedeutung | 09251764 |
| Direkt Bild zu diesem Denkmal hochladen | Wohnstallhaus und Scheune mit Tordurchfahrt                                                                                          | Alte Dorfstraße 5 (Karte)                                 | Mitte 19. Jahrhundert                                              | Baugeschichtlich von Bedeutung. Wohnstallhaus: verputztes Fachwerk, verschiefert. Scheune: mit Dachhecht, Haustein, Lüftungsfenster, Granit- und Ziegelfries, große Hechtgaupe, zum Teil hölzerne Verzierung der Tordurchfahrt. Wohnstallhaus und Scheune mit Krüppelwalmdach, einfache Biberschwanzdeckung. | 09251578 |
| Direkt Bild zu diesem Denkmal hochladen | Wohnstallhaus (Umgebinde) und zwei Scheunen eines Dreiseithofes                                                                      | Alte Dorfstraße 6 (Karte)                                 | 2. Hälfte 19. Jahrhundert                                          | Baugeschichtlich und sozialgeschichtlich von Bedeutung, Wohnstallhaus: Obergeschoss verschiefert, rechts 3/4/- Joche | 09251661 |
| Direkt Bild zu diesem Denkmal hochladen | Dreiseithof mit Wohnstallhaus und zwei Seitengebäuden sowie Einfriedung mit Granitpfosten                                            | Alte Dorfstraße 9 (Karte)                                 | Bezeichnet mit 1836                                                | Baugeschichtlich und sozialgeschichtlich von Bedeutung. Wohnstallhaus: profiliertes Umgebinde, links 3/4 Joche, Obergeschoss Fachwerk, auf der Rückseite verbrettert, Fledermausgaupen, Tür mit Granitgewänden, einfache Biberschwanzdeckung, Krüppelwalmdach. Seitengebäude I: verbrettert, Vorderteil verschiefert. Seitengebäude II: Sockel massiv, Obergeschoss verbrettert. | 09251747 |
| Direkt Bild zu diesem Denkmal hochladen | Wohnhaus (ehemals Wohnstallhaus) mit Stall/Scheune und frei stehendem Pferdestall eines Zweiseithofes                                | Alte Dorfstraße 23 (Karte)                                | 2. Hälfte 19. Jahrhundert                                          | Baugeschichtlich von Bedeutung, Wohnhaus: Obergeschoss Fachwerk, zum Teil verschiefert, Satteldach, Schieferdeckung | 09251851 |
| Direkt Bild zu diesem Denkmal hochladen | Zweiseithof mit Wohnstallhaus (Umgebinde) und Scheune                                                                                | Alter Schmiedeweg 5 (Karte)                               | Bezeichnet mit 1804, im Kern älter                                 | Baugeschichtlich von Bedeutung, Wohnstallhaus: Umgebinde profiliert, Obergeschoss Fachwerk, Scheune mit Fachwerk, ornamental verschiefert, drei Fledermausgaupen, Fenster fast Originalgröße | 09251723 |
| Direkt Bild zu diesem Denkmal hochladen | Wohnhaus (Umgebinde) eines Dreiseithofes                                                                                             | Alter Schmiedeweg 20 (Karte)                              | Bezeichnet mit 1873                                                | Baugeschichtlich und sozialgeschichtlich von Bedeutung, Umgebinde profiliert, links 3/4/3 Joche, Obergeschoss Fachwerk, verbrettert, Fenster in originaler Größe, einfache Biberschwanzdeckung, Krüppelwalm, Freitreppe Granit | 09251728 |
| Weitere Bilder                          | Kirche und Kirchhof Sohland (Sachgesamtheit)                                                                                         | Am Kirchberg (Karte)                                      | Um 1800                                                            | Sachgesamtheit Kirche und Kirchhof Sohland mit folgenden Einzeldenkmalen: Saalkirche, kleine Aufbahrungshalle, 9 Grabanlagen, 4 Grabmale, Grufthaus und Denkmale für die Gefallenen von 1870/71, des Ersten und Zweiten Weltkrieges und Treppenanlage zum Eingangsbereich des Kirchhofs (siehe Obj. 09250677) sowie Kirchhofseinfriedung als Sachgesamtheitsteile; ortsgeschichtlich von Bedeutung | 09300890 |
| Weitere Bilder                          | Saalkirche (Einzeldenkmal zu ID-Nr. 09300890)                                                                                        | Am Kirchberg (Karte)                                      | Um 1690                                                            | Einzeldenkmal der Sachgesamtheit Kirche und Kirchhof Sohland; ortsgeschichtlich von Bedeutung. Saalkirche, schlichter Putzbau mit Rundbogenfenstern und hohem Walmdach, gerader Chorschluss mit kleinem Vorbau, im Innern verschiedene Sandsteingrabmale. Auf einem Hügel innerhalb eines ummauerten Kirchhofes stehende Saalkirche, 1824 nach Plänen von Karl Christian Eschke erbaut. 1846 Errichtung des Westturmes nach Plänen von Zimmermeister Zwiefel. Restaurierungen 1960 (außen), 1972 (innen), 1974 (außen, Dachveränderungen), 1996 (außen, Turm). Schlichter Putzbau mit Rundbogenfenstern und hohem Walmdach, der gerade Chorschluss mit kleinem Vorbau, an der Nord- und Südseite viergeschossige Treppenhausbauten mit einfachem Portal. Eingezogener quadratischer Turm aus Haustein mit Haube und Laterne. Großzügiger Innenraum, die flache Putzdecke mit Grisaillemalerei, die eine profilierte Stuckdecke imitiert. Dreigeschossige Holzemporen an drei Seiten mit schlichter Fassung, im Altarraum an der Nord- und Südseite Logen. Ausstattung: Strenger, farbig gefasster Kanzelaltar mit kannelierten Pilastern und verkröpftem Schmuckgesims, Anfang 19. Jahrhundert. Zierliche ungefasste Holztaufe mit Pflanzenornament, 2. Hälfte 19. Jahrhundert. Eule-Orgel mit schlichtem Prospekt von 1899. Sandstein-Grabmal des Georg Gerschner († 1692), männliche Figur im Ornat hinter einer Brüstung mit gerafftem Tuch, mit Inschrift. Denkmal des Kaspar Brestovin († 1728), hinter einer Schmuckkartusche mit Inschrift ein Geistlicher im Ornat, über einem geschweiften Schriftband in den Ecken Kreuz und Kelch. Grabmal des Renatus Friedrich Longolius († 1698), in einer nischenartigen Vertiefung ganzfigurige Darstellung eines Geistlichen im Ornat mit Kelch und Bibel. Auf dem Friedhof Böhm’sche Gruft, 1843 im klassizistischen Stil errichtet, 1957 restauriert (seitdem Gedenkstätte für Kriegsopfer des 2. Weltkrieges). | 09250677 |
|                                         | Kleine Aufbahrungshalle (Einzeldenkmal zu ID-Nr. 09300890)                                                                           | Am Kirchberg (Karte)                                      | 19. Jahrhundert                                                    | Einzeldenkmal der Sachgesamtheit Kirche und Kirchhof Sohland; ortsgeschichtlich von Bedeutung, kleine Aufbahrungshalle in der Kirchhofsmauer | 09250677 |
| Direkt Bild zu diesem Denkmal hochladen | 9 Grabanlagen (Einzeldenkmal zu ID-Nr. 09300890)                                                                                     | Am Kirchberg (Karte)                                      | 1856–1970                                                          | Einzeldenkmale der Sachgesamtheit Kirche und Kirchhof Sohland; ortsgeschichtlich von Bedeutung - Grabanlage Familie Richard Lebelt, Kunstmaler, geb. 1916, gest. 1947, grob behauener Naturstein, Relief mit kniender Trauernder - Grabanlage Familie Carl August Leberecht Hentschel, Gutsbesitzer, geb. 1817, gest. 1877, mit Einfriedung, schlichter dreizoniger Wandaufbau aus poliertem schwarzem Granit mit überhöhter Mitte - Grabanlage Familie Marie (1857–1906) und Josef Schicktanz (1855–1920), dreizoniger Wandaufbau aus poliertem schwarzem Granit, runde mittige Überhöhung mit Nische, darin trauernde weibliche Figur aus weißem Marmor - Grabanlage Familie Böhme, Joh. Chr. Böhme, geb. Hentschel (1829–1912), grauer polierter Granit, in der Mitte Relief mit trauerndem Engel - Grabanlage Familie E. Schulze (ohne Inschrift), grauer polierter Granit, überhöhte Mitte mit Relief „Christus am Ölberg“ - Grabanlage Familie Harnisch-Schuster mit Jugendstileinfriedung, 1921, dreizoniger Wandaufbau, in der Mitte Relief mit weiblicher trauernder Figur - Grabanlage Familie Richard Richter, geb. 1888, gest. 1970, dreizoniger Wandaufbau mit mittigem Relief, Laute spielender Engel - Grabanlage Fam. Carl Gottl. Rößler, Fabrikant, geb. 1828, gest. 1896, dreizoniger Wandaufbau - Grabanlage Erbbegräbnis Familie Nostitz-Wallwitz, Schlossbesitzer, 5 stehende Kreuze, ein liegendes Kreuz, mit Einfriedung durch schmiedeeisernen Zaun, Sidonie v. Nostitz (1832–1856), Gustav v. Nostitz (1787–1858), Albertine Wilhelmine v. Nostitz (1797–1861), Hermann v. Nostitz (1826–1906), Dr. jur. Benno v. Nostitz (1865–1955), Paul Manfred v. Nostitz (1914–1917) | 09250677 |
| Direkt Bild zu diesem Denkmal hochladen | 4 Grabmale (Einzeldenkmal zu ID-Nr. 09300890)                                                                                        | Am Kirchberg (Karte)                                      | 1820–1899                                                          | Einzeldenkmale der Sachgesamtheit Kirche und Kirchhof Sohland; ortsgeschichtlich von Bedeutung - Grabmal (Sarkophag) Ernst Hanutsch, geb. 1858, gest. 1929 - klassizistisches Grabmal der Familie Hohlfeld, Johanna Maria Hohlfeld, geb. 1763, gest. 1835/36 - Grabmal des Pfarrers Julius Gustav Ficker, geb. 1826, gest. 1899 - zwei Sandsteingrabmale an der Friedhofsmauer: links (1732–1827), rechts 1789–1820 | 09250677 |
| Direkt Bild zu diesem Denkmal hochladen | Grufthaus (Einzeldenkmal zu ID-Nr. 09300890)                                                                                         | Am Kirchberg (Karte)                                      | 1843                                                               | Einzeldenkmal der Sachgesamtheit Kirche und Kirchhof Sohland; ortsgeschichtlich von Bedeutung, Böhm`sche Gruft, 1843 in klassizistischem Stil errichtet, 1957 Umbau, seitdem Gedenkstätte für die Gefallenen des Zweiten Weltkrieges | 09250677 |
| Direkt Bild zu diesem Denkmal hochladen | Denkmal für die Gefallenen von 1870/71 (Einzeldenkmal zu ID-Nr. 09300890)                                                            | Am Kirchberg (Karte)                                      | Nach 1871                                                          | Einzeldenkmal der Sachgesamtheit Kirche und Kirchhof Sohland; ortsgeschichtlich von Bedeutung, Obelisk aus Sandstein | 09250677 |
| Direkt Bild zu diesem Denkmal hochladen | Denkmal für die Gefallenen des Ersten Weltkrieges (Einzeldenkmal zu ID-Nr. 09300890)                                                 | Am Kirchberg (Karte)                                      | Nach 1918                                                          | Einzeldenkmal der Sachgesamtheit Kirche und Kirchhof Sohland; ortsgeschichtlich von Bedeutung, großes mittig angelegtes Granitkreuz flankiert von zwei großen Granitsteinen mit Namen der Toten | 09250677 |
| Direkt Bild zu diesem Denkmal hochladen | Denkmal für die Gefallenen des Zweiten Weltkrieges (Einzeldenkmal zu ID-Nr. 09300890)                                                | Am Kirchberg (Karte)                                      | Nach 1945                                                          | Einzeldenkmal der Sachgesamtheit Kirche und Kirchhof Sohland; ortsgeschichtlich von Bedeutung | 09250677 |
| Direkt Bild zu diesem Denkmal hochladen | Treppenanlage zum Eingangsbereich des Kirchhofs (Einzeldenkmal zu ID-Nr. 09300890)                                                   | Am Kirchberg (Karte)                                      |                                                                    | Einzeldenkmal der Sachgesamtheit Kirche und Kirchhof Sohland; ortsgeschichtlich von Bedeutung | 09250677 |
| Direkt Bild zu diesem Denkmal hochladen | Wohnhaus (Umgebinde) und Scheune | Am Kirchberg 3 (Karte)                                    | Bezeichnet mit 1838                                                | Ortsbildprägend durch Lage, baugeschichtlich und sozialgeschichtlich von Bedeutung, Wohnhaus: Umgebinde, links 3/4/3 Joche, Granittür- und Fenstergewände, profilierte Säulen, Obergeschoss verschiefert, Krüppelwalmdach mit einfacher Biberschwanzdeckung | 09251562 |
|                                         | Meilenstein (Sachgesamtheit Königlich-Sächsische Meilensteine)                                                                       | Am Markt (Karte)                                          | Um 1850                                                            | Verkehrshistorisch von Bedeutung | 09251247 |
| Direkt Bild zu diesem Denkmal hochladen | Granitportal mit bezeichnetem Schlussstein                                                                                           | Am Markt 1 (Karte)                                        | Bezeichnet mit 1810                                                | Relikt der ländlichen Bauweise, baugeschichtlich von Bedeutung | 09251341 |
| Direkt Bild zu diesem Denkmal hochladen | Doppelwohnhaus | Am Markt 2, 3 (Karte)                                     | 17. Jahrhundert                                                    | Eingeschossiges ehemaliges Doppelstubenhaus, ortsbildprägend, baugeschichtlich von Bedeutung, Erdgeschoss verändert | 09251340 |
| Direkt Bild zu diesem Denkmal hochladen | Doppelwohnhaus (Umgebinde) mit Einfriedung                                                                                           | Am Markt 4, 4a (Karte)                                    | Bezeichnet mit 1859                                                | Obergeschoss Fachwerk, baugeschichtlich und ortsbildprägend von Bedeutung, Haushälfte Nummer 4 links 2/4/2 Joche, erstes Obergeschoss verschiefert, giebelseitig zweifarbig verschiefert, darunter Fachwerk, Krüppelwalmdach mit einfacher Biberschwanzdeckung, Granittürstöcke, Einfriedung bezeichnet mit 1937 und zwei Kreuze (eins bezeichnet mit 1817) | 09250955 |
| Direkt Bild zu diesem Denkmal hochladen | Wohnhaus | Am Markt 8, 9 (Karte)                                     | 1. Hälfte 19. Jahrhundert                                          | Obergeschoss Fachwerk, direkte Lage am Markt, baugeschichtlich und ortsbildprägend von Bedeutung, Obergeschoss und Giebel verschiefert (zum Teil zweifarbig), darunter Fachwerk | 09251136 |
|                                         | Gasthaus Stiebitz mit Umgebinde-Anbau (ohne Hinterhaus)                                                                              | Am Markt 11 (Karte)                                       | Im Kern um 1800                                                    | Obergeschoss Fachwerk, baugeschichtlich und platzbildprägend von Bedeutung, zum Teil expressionistische Formengebung, Erker, rundbogige Fenster in Umgebinde | 09251568 |
|                                         | Gasthof Zum Erbgericht | Am Markt 16 (Karte)                                       | Um 1850                                                            | Ohne Neben- und Anbauten, breitgelagerter Putzbau, baugeschichtlich und platzbildprägend von Bedeutung, im Erdgeschoss rundbogige Fenster, Krüppelwalmdach | 09251567 |
| Direkt Bild zu diesem Denkmal hochladen | Pfarrhaus mit Sonnenuhr | Am Markt 17 (Karte)                                       | Mitte 19. Jahrhundert, im Kern älter (Pfarrhaus); 1896 (Sonnenuhr) | Baugeschichtlich und ortsgeschichtlich von Bedeutung, Granittür- und Fenstergewände | 09251176 |
| Direkt Bild zu diesem Denkmal hochladen | Scheune | Am Markt 19 (hinter) (Karte)                              | Mitte 17. Jahrhundert                                              | Fachwerk, im Ortskontext singulär, baugeschichtlich und sozialgeschichtlich von Bedeutung Fachwerk ohne Lehmstärkung, Brettverschlag, Ständer mit Säulensteinen, steiles Satteldach, große Balkenkopfüberstände | 09252453 |
|                                         | Königlich-Sächsische Meilensteine (Sachgesamtheit); Meilenstein                                                                      | Am Pilzdörfel (Karte)                                     | Um 1850                                                            | Verkehrshistorisch von Bedeutung | 09252581 |
| Direkt Bild zu diesem Denkmal hochladen | Wohn- und Gasthaus, Scheune und Wohnstallhaus des Gasthofes „Zur Stadt Frankfurt“ sowie Hofpflasterung                               | Am Pilzdörfel 5 (Karte)                                   | Bezeichnet mit 1819 (Gasthaus); bezeichnet mit 1827 (Scheune)      | Wohn- und Gasthaus sowie Wohnstallhaus Obergeschoss Fachwerk, baugeschichtlich, ortsgeschichtlich und straßenbildprägend von Bedeutung. Gasthaus: Obergeschoss Sichtfachwerk, Türstock profiliert, mit ornamentierter Haustür. Scheune: Fachwerk, original erhalten, Wohnstallhaus mit Fledermausgaupen. Ställe mit böhmischer Kappe. | 09252440 |
| Direkt Bild zu diesem Denkmal hochladen | Wohnstallhaus (Umgebinde) | Am Pilzdörfel 12 (Karte)                                  | Bezeichnet mit 1835                                                | Obergeschoss Fachwerk, baugeschichtlich und sozialgeschichtlich von Bedeutung, Umgebinde links 3/4/3 Joche, profilierte Säulen, Obergeschoss Fachwerk, verkleidet, profilierter Türstock, Schlussstein Türstock: „T. W.“, langgestrecktes Satteldach | 09252437 |
| Direkt Bild zu diesem Denkmal hochladen | Ehemaliger Gasthof (Umgebinde) ohne Anbauten (Restauration Wilhelm Weickert; Gaststätte Weickert)                                    | Am Pilzdörfel 14 (Karte)                                  | 2. Hälfte 19. Jahrhundert                                          | Ohne Anbauten, baugeschichtlich, straßenbildprägend und ortsgeschichtlich von Bedeutung, mit Krüppelmansarddach, Giebel Fachwerk | 09252438 |
| Direkt Bild zu diesem Denkmal hochladen | Wohnstallhaus (Umgebinde) und zwei Seitengebäude eines Dreiseithofes                                                                 | Am Pilzdörfel 20 (Karte)                                  | Bezeichnet mit 1872                                                | Wohnstallhaus Obergeschoss Fachwerk, gut erhaltene Gesamtanlage, baugeschichtlich von Bedeutung, Wohnstallhaus: Obergeschoss Fachwerk, verschiefert, Erdgeschoss Granitsockel, Giebel Drillingsfenster, Dachhecht, Krüppelwalmdach | 09252433 |
| Direkt Bild zu diesem Denkmal hochladen | Wohnhaus (Umgebinde) | Am Zion 2 (Karte)                                         | 2. Hälfte 19. Jahrhundert, Keller eventuell älter                  | Baugeschichtlich von Bedeutung, auf hohem Feldsteinkeller, Giebel verbrettert mit angedeutetem Sonnenornament | 09251681 |
| Direkt Bild zu diesem Denkmal hochladen | Wohnhaus | An der Aue 1, 1a (Karte)                                  | 18. Jahrhundert                                                    | Bruchsteinbau, ursprünglich Schäferei, baugeschichtlich und sozialgeschichtlich von Bedeutung, stark umgebaut, vermutlich sehr altes Gebäude einer ehemaligen Schäferei | 09252584 |
| Direkt Bild zu diesem Denkmal hochladen | Wohnhaus | An der Schäferei 2 (Karte)                                | Um 1915                                                            | Im Heimatstil mit weitgehend authentischer Kubatur, Proportionen und gestalterischen Details, ortsgeschichtlich und baugeschichtlich von Bedeutung, eingeschossiger Putzbau mit Sockel aus Polygonalmauerwerk (Naturstein), an Giebelseite Standerker mit kleinen Säulchen zwischen den Fenstern, Fenster mit herkömmlicher Einteilung, Satteldach mit Zwerchhaus und Fledermausgaupen, Giebelseite verbrettert, sehr authentisch. Hölzerner Pavillon im Garten. Vermutlich ebenfalls vom Fabrikanten Hugo Paul für seine Kinder errichtet (siehe auch An der Schäferei 3). | 09300893 |
| Direkt Bild zu diesem Denkmal hochladen | Ehemalige Fabrikantenvilla und Parkanlage                                                                                            | An der Schäferei 3 (Karte)                                | 1905                                                               | Ohne Garagenanbau, mit typischen Elementen des Jugendstils, baugeschichtlich und ortsgeschichtlich von Bedeutung, zweigeschossiger Putzbau mit Sockel aus Polygonmauerwerk, Putz in den 60er Jahren erneuert, Eckveranda über beide Geschosse mit aufwendig gearbeiteten Fenstern (Buntglasscheiben), florale Jugendstilornamentik Fensterbekrönung im Erdgeschoss, Zierfachwerk im Giebelbereich, Walmdach mit nachträglichem Dachausbau, Bauherr der Villa ist Hugo Paul, der 1901 die Fabrik zur Herstellung von Obstkonserven, Konfitüren und Säften gründete, Villa bis 1945 von Familie Paul bewohnt, ebenso die in unmittelbarer Nachbarschaft gelegenen zwei weiteren für die Kinder der Familie errichteten Gebäude, verwilderte Parkanlage mit altem Baum- und Gehölzbestand, 3500 m² Grundfläche mit schmalen Wasserläufen | 09300894 |
| Direkt Bild zu diesem Denkmal hochladen | Denkmal für die Gefallenen des Ersten Weltkrieges                                                                                    | Bahnhofstraße (Ecke Straße am Friedenshain) (Karte)       | Nach 1918                                                          | Ortsgeschichtlich von Bedeutung, Inschrift: „Unsern Helden/ 1914-1918/ Ich hatt' einen Kameraden“ | 09251522 |
| Direkt Bild zu diesem Denkmal hochladen | Pflasterung und Bruchsteinmauer entlang der Bahnhofstraße                                                                            | Bahnhofstraße 1 (Karte)                                   | 2. Hälfte 19. Jahrhundert (Pflaster)                               | Straßenbildprägend von Bedeutung | 09251496 |
| Direkt Bild zu diesem Denkmal hochladen | Wohnhaus ohne Anbau | Bahnhofstraße 8 (Karte)                                   | 2. Hälfte 18. Jahrhundert                                          | Ohne Anbau, Obergeschoss Fachwerk verschiefert, baugeschichtlich von Bedeutung, Fenster zum Teil verändert, steiles Dach mit kleiner Schleppung | 09251690 |
| Direkt Bild zu diesem Denkmal hochladen | Wohnhaus mit Oberlaube, Blockstube und Anbau                                                                                         | Bahnhofstraße 19 (Karte)                                  | Bezeichnet mit 1861 (Kern älter); 1910 (Anbau)                     | Obergeschoss Fachwerk, verschiefert, Oberlaube auf Holzsäulen stehend, baugeschichtlich von Bedeutung, ehemaliges Umgebindehaus, zum Teil Feldsteinverfüllung (eventuell Reste eines früheren Baus), Granittürstock, zwei Dachhechte, Krüppelwalmdach mit einfacher Biberschwanzdeckung | 09251541 |
| Direkt Bild zu diesem Denkmal hochladen | Rathaus | Bahnhofstraße 26 (Karte)                                  | 1925–1926                                                          | Stattliches Gemeindeamtsgebäude, baugeschichtlich und ortsbildprägend von Bedeutung, massiver Verwaltungsbau mit Rustika, Seiten des Mittelrisaliten mit turmartigen Erkern betont, Mittelturm mit Haube, verschiefert, reiche Dachlandschaft, im Mittelrisalit Farbglasfenster, Formensprache der 20er Jahre, Skulpturenschmuck, Umgebindezitate, einfache Biberschwanzdeckung, Bauplastik vom Dresdner Bildhauer Georg Türke, 1925/1926 geschaffen: zwei Relieffiguren „Weisheit“ und „Gerechtigkeit“ an den halbrunden Erkervorbauten unterhalb des Daches, 2000 restauriert. Schlussstein mit dem Wappen Sohlands über dem Haupteingang, Ausführung von Bildhauer Paul Flemming von der Firma Hantusch in Sohland. Skulptur „Nachtwächter“ am Ratskellerabgang, Ausführung von Bildhauer Paul Flemming von der Firma Hantusch in Sohland. Quelle: Knüppel (2005), S. 41, 44f., 195f. | 09251555 |
| Direkt Bild zu diesem Denkmal hochladen | Küchlersche Villa mit Einfriedung | Bahnhofstraße 43 (Karte)                                  | Um 1890/1900                                                       | Künstlerisch und baugeschichtlich von Bedeutung, gelber Klinkerbau mit Sandsteinelementen, Ecktürmen, Schmuckwerk, reiche schmiedeeiserne Ausstattung der Dachlandschaft | 09251604 |
| Weitere Bilder                          | Empfangsgebäude des Bahnhofs | Bahnhofstraße 45 (Karte)                                  | 1870er Jahre                                                       | Stattlicher Bau im Schweizerstil, baugeschichtlich und eisenbahngeschichtlich von Bedeutung (Bahnstrecke Oberoderwitz–Wilthen), zwei gegiebelte Seitenrisalite, flacher und schmaler Mittelrisalit, Gurtgesimse, Drempelgeschoss. Massiver Putzbau. | 09252379 |
| Weitere Bilder                          | Prinz-Friedrich-August-Baude, Aussichtsturm und Nebengebäude                                                                         | Baudenweg 4 (Karte)                                       | 1900 (Baude); bezeichnet mit 1900 (Aussichtsturm)                  | Im Heimatstil errichtete Gebäude, ortsgeschichtlich von Bedeutung. Baude: zweigeschossiger Putzbau mit Granitquadersockel, Obergeschoss verbrettert, Fenster mit Brettfaschen, flaches Satteldach. Nebengebäude: Putzbau mit Granitquadersockel, an der Giebelseite Garagentor, Satteldach, Aussichtsturm mit überdachter Aussichtsplattform. Inschrifttafel über dem Eingang: „Seiner Königlichen Hoheit dem Prinzen Friedrich August Herzog zu Sachsen ehrerbietigst gewidmet von den Besitzern. 1900“. | 09300881 |
|                                         | Wohnhaus (Umgebinde) | Bautzener Straße 4 (Karte)                                | Mitte 19. Jahrhundert                                              | Baugeschichtlich von Bedeutung, früher Weberhaus, Giebel verschiefert | 09251612 |
| Direkt Bild zu diesem Denkmal hochladen | Wohnstallhaus (Umgebinde) | Bergweg 1 (Karte)                                         | Bezeichnet mit 1879                                                | Obergeschoss Fachwerk, baugeschichtlich und straßenbildprägend von Bedeutung. Granittürgewände, profilierte Umgebinde-Säulen, Blockstube, giebelseitig massive Eingriffe ins Fachwerk, ursprünglich gehörte die Scheune Hainspacher Straße mit zu diesem Ensemble. | 09251819 |
| Direkt Bild zu diesem Denkmal hochladen | Steindeckerbrücke und mit steinernem Bogen überspannter Durchlass, beides massiv überbaut                                            | Bergweg 7 (bei) (Karte)                                   | 19. Jahrhundert                                                    | Ortsbildprägende Bedeutung | 09305309 |
| Direkt Bild zu diesem Denkmal hochladen | Ehemalige Knopffabrik Schicktanz; Villenartiges Wohnhaus mit Fabrikationsanbau und Garten                                            | Bergweg 21 (Karte)                                        | Um 1900                                                            | Villenartiger Putzbau, Zweigbetrieb der Knopffabrik, ortsgeschichtlich und straßenbildprägend von Bedeutung, zweigeschossig, profilierte Fensterrahmungen, Satteldach mit Sparrengiebel, von der ursprünglichen Einfriedung ist nichts mehr vorhanden | 09251831 |
| Direkt Bild zu diesem Denkmal hochladen | Mühlenwehr in Hohberg | Buschmühlenweg (Karte)                                    | Um 1600                                                            | Technikgeschichtlich von Bedeutung | 09252580 |
| Direkt Bild zu diesem Denkmal hochladen | Steindeckerbrücke | Buschmühlenweg (Karte)                                    | 19. Jahrhundert                                                    | Baugeschichtliche und ortsbildprägende Bedeutung | 09305877 |
| Direkt Bild zu diesem Denkmal hochladen | Wohnstallhaus | Ellersdorfer Straße 5 (Karte)                             | Um 1900                                                            | Obergeschoss und Giebel mit aufwändigem Zierfachwerk und reich profilierten Fensterumrahmungen, für die Gegend seltene „Kurort“-Bauart, baugeschichtlich von Bedeutung, Krüppelwalmdach, zentrale Gaupe, einfache Biberschwanzdeckung | 09252452 |
| Direkt Bild zu diesem Denkmal hochladen | Gehöft einer ehemaligen Schäferei, bestehend aus Wohnhaus und Wirtschaftsgebäude                                                     | Ellersdorfer Straße 6 (Karte)                             | 18. Jahrhundert                                                    | Baugeschichtlich von Bedeutung | 09307548 |
| Direkt Bild zu diesem Denkmal hochladen | Wohnstallhaus (Umgebinde) | Ellersdorfer Straße 10 (Karte)                            | Um 1850                                                            | Ohne Anbau, Obergeschoss Fachwerk, verschiefert, baugeschichtlich von Bedeutung | 09252451 |
| Direkt Bild zu diesem Denkmal hochladen | Felsenkeller | Ellersdorfer Straße 21 (gegenüber) (Karte)                | 19. Jahrhundert                                                    | Baugeschichtlich von Bedeutung, schräg gegenüber von Nummer 21 | 09252450 |
| Direkt Bild zu diesem Denkmal hochladen | Gasthof Jägersruh mit Nebengebäude und Pavillon                                                                                      | Ellersdorfer Straße 32 (Karte)                            | Bezeichnet mit 1825 (Gasthof); um 1900 (Gartenpavillon)            | Baugeschichtlich und ortsgeschichtlich von Bedeutung. Gasthaus: Obergeschoss Fachwerk, ornamental verschiefert, Korbbogenportal. Pavillon: verschalte Holzkonstruktion, Veränderungen im Erdgeschoss Anfang 20. Jahrhundert. | 09252449 |
| Direkt Bild zu diesem Denkmal hochladen | Granittrog | Ellersdorfer Straße 34 (vor) (Karte)                      | 19. Jahrhundert                                                    | Sozialgeschichtlich von Bedeutung | 09252447 |
| Direkt Bild zu diesem Denkmal hochladen | Wohnhaus (Umgebinde) | Ellersdorfer Straße 38 (Karte)                            | 1. Hälfte 19. Jahrhundert                                          | Weitgehend original erhalten, baugeschichtlich und sozialgeschichtlich von Bedeutung, eingeschossig, ehemaliges Weberhaus | 09252448 |
| Direkt Bild zu diesem Denkmal hochladen | Wohnhaus (Umgebinde) | Ellersdorfer Straße 52 (Karte)                            | Um 1850                                                            | Baugeschichtlich von Bedeutung, eingeschossiges Wohnhaus, Schieferdeckung, Kerbfries. Stand bis 2001 irrtümlich unter Hausnummer „52“. | 09252446 |
| Direkt Bild zu diesem Denkmal hochladen | Fabrikantenvilla und Nebengebäude mit Park und Einfriedung (Reitzsche Villa)                                                         | Fichteweg 1 (Karte)                                       | 1881                                                               | Baugeschichtlich und ortsgeschichtlich von Bedeutung, Villa durch Seitenrisalite gegliedert, mit Dachüberstand, Erdgeschoss Putzrustizierung, Granittürgewände, reich verzierte Tür, Nebengebäude in Tempelform | 09251761 |
| Direkt Bild zu diesem Denkmal hochladen | Wohnstallhaus (Umgebinde) und Scheune eines Zweiseithofes                                                                            | Förstereistraße 12 (Karte)                                | Bezeichnet mit 1866                                                | Wohnstallhaus Obergeschoss Fachwerk, baugeschichtlich von Bedeutung, Wohnstallhaus: Erdgeschoss Granit mit Blockstubenteil, Obergeschoss Fachwerk verschiefert, Giebel Sichtfachwerk, Dachhecht, Stall mit böhmischer Kappe, Krüppelwalmdach, Fenster in originaler Größe | 09251716 |
|                                         | Gerhart-Hauptmann-Schule mit Sonnenuhr                                                                                               | Gerhart-Hauptmann-Straße 4 (Karte)                        | 1923–1924                                                          | Baugeschichtlich und ortsgeschichtlich von Bedeutung, Schulbau mit Mittelbetonung und rustiziertem Eingangsportal mit Wappen, Turm, erhöhter Mittelbau mit Sonnenuhr und Akroterien | 09251606 |
| Direkt Bild zu diesem Denkmal hochladen | Wohnhaus mit Einfriedung | Gerhart-Hauptmann-Straße 12 (Karte)                       | Um 1910, im Kern älter                                             | Obergeschoss Fachwerk, baugeschichtlich von Bedeutung, Giebel mit Fachwerkornamenten, Dachhechte, Krüppelwalmdach | 09251672 |
| Direkt Bild zu diesem Denkmal hochladen | Wohnstallhaus (ohne Anbau) | Gerhart-Hauptmann-Straße 14 (Karte)                       | Bezeichnet mit 1835                                                | Obergeschoss Fachwerk, verbrettert, baugeschichtlich von Bedeutung, Granittürstock, originale Fenster mit Winterfenstern, Krüppelwalmdach mit einfacher Biberschwanzdeckung | 09251676 |
| Direkt Bild zu diesem Denkmal hochladen | Wohnhaus (Umgebinde) | Gerhart-Hauptmann-Straße 16 (Karte)                       | 2. Hälfte 19. Jahrhundert                                          | Obergeschoss Fachwerk, verbrettert, baugeschichtlich von Bedeutung, Giebel ornamental verschiefert, verzierte Fensterrahmen, Krüppelwalm verschiefert | 09251679 |
| Direkt Bild zu diesem Denkmal hochladen | Bruchsteinscheune | Hainspacher Straße (Karte)                                | 19. Jahrhundert                                                    | Baugeschichtlich und straßenbildprägend von Bedeutung | 09253703 |
| Direkt Bild zu diesem Denkmal hochladen | Wohnhaus (Umgebinde) | Hainspacher Straße 7 (Karte)                              | Bezeichnet mit 1861                                                | Doppelstubenhaus, Obergeschoss Fachwerk, ursprünglich erhalten, baugeschichtlich von Bedeutung, Obergeschoss verbrettert, Hechtgaupe, profilierte Umgebinde-Säulen und Fensterrahmungen, im Giebel Drillingsfenster, Krüppelwalmdach mit Schieferdeckung | 09251839 |
| Direkt Bild zu diesem Denkmal hochladen | Wohnstallhaus mit seitlichem Anbau                                                                                                   | Hainspacher Straße 8 (Karte)                              | 2. Hälfte 19. Jahrhundert                                          | Obergeschoss Fachwerk, baugeschichtlich und sozialgeschichtlich von Bedeutung, Fachwerk zweifarbig ornamental verschiefert, Granitportal, originale Fenster | 09251840 |
| Direkt Bild zu diesem Denkmal hochladen | Wohnhaus (Umgebinde) | Hainspacher Straße 9 (Karte)                              | 2. Hälfte 19. Jahrhundert                                          | Baugeschichtlich von Bedeutung, Giebel verschiefert, originale Fenstergrößen | 09251845 |
| Weitere Bilder                          | Wohnstallhaus (Umgebinde), heute Heimatmuseum                                                                                        | Hainspacher Straße 19 (Karte)                             | 1. Hälfte 18. Jahrhundert                                          | Eines der ältesten Gebäude im Ort, baugeschichtlich und sozialgeschichtlich von Bedeutung, über Eck gebaut, Blockstube, an beiden Giebeln Blitzschlangen, originale Fenstergrößen | 09251864 |
| Weitere Bilder                          | Lessing-Schule ohne Hintergebäude | Hainspacher Straße 21 (Karte)                             | Um 1905                                                            | Ohne Hintergebäude, baugeschichtlich und ortsgeschichtlich von Bedeutung, mit reicher Dachlandschaft, dreigeschossiger, massiver Bau, Dachreiter mit verzierter Wetterfahne, Putzgliederung, Putzreliefs am Eingang | 09251866 |
| Direkt Bild zu diesem Denkmal hochladen | Wohnhaus (Umgebinde) | Hainspacher Straße 22 (Karte)                             | Um 1800                                                            | Blockstube, baugeschichtlich von Bedeutung, einstöckig, Giebel verschiefert, Winterfenster, Blockstube verschalt, teils verputzt, Umgebinde links 3/3/3 Joche, nur noch zum Teil vorhanden, Fenster original | 09251449 |
| Direkt Bild zu diesem Denkmal hochladen | Wohnhaus in offener Bebauung | Hainspacher Straße 27 (Karte)                             | 1. Hälfte 18. Jahrhundert, womöglich älter                         | Straßenbildprägend und baugeschichtlich von Bedeutung, sehr altes Beispiel für ursprüngliche Ortsbebauung, eingeschossig, mit großem Dachhaus, Erdgeschoss wesentlich verändert, Blockstube noch vorhanden, ehemaliges Umgebindehaus | 09252431 |
| Direkt Bild zu diesem Denkmal hochladen | Wohnstallhaus (Umgebinde) | Hainspacher Straße 30 (Karte)                             | 2. Hälfte 19. Jahrhundert                                          | Baugeschichtlich von Bedeutung, Obergeschoss Fachwerk, verschiefert | 09251822 |
| Direkt Bild zu diesem Denkmal hochladen | Granittrog | Hainspacher Straße 30 (oberhalb) (Karte)                  | 19. Jahrhundert                                                    | Sozialgeschichtlich von Bedeutung | 09251826 |
| Direkt Bild zu diesem Denkmal hochladen | Wohnstallhaus (Umgebinde) und Scheune eines Dreiseithofes mit Torbogen                                                               | Hainspacher Straße 33 (Karte)                             | Bezeichnet mit 1889                                                | Wohnstallhaus Obergeschoss Fachwerk, ursprünglich erhaltenes Ensemble, ortsbildprägend von Bedeutung. Wohnstallhaus: Granitgewände, Obergeschoss zweifarbig ornamental verschiefert, Umgebinde mit profilierten Säulen, Fledermausgaupen, einfache Biberschwanzdeckung, Krüppelwalmdach. Scheune mit Hechtgaupe. | 09251814 |
| Direkt Bild zu diesem Denkmal hochladen | Wohnhaus (Umgebinde) | Hainspacher Straße 36 (Karte)                             | 1. Hälfte 19. Jahrhundert                                          | Baugeschichtlich von Bedeutung, Giebel verschiefert, originale Fenstergrößen, Satteldach, Schieferdeckung | 09251805 |
| Direkt Bild zu diesem Denkmal hochladen | Wohnstallhaus (Umgebinde) | Hainspacher Straße 40 (Karte)                             | Bezeichnet mit 1880                                                | Baugeschichtlich von Bedeutung, Giebel-Fachwerk, Dachausbau | 09251783 |
| Direkt Bild zu diesem Denkmal hochladen | Gasthof Oberschmiede mit Tanzsaal und originaler Hofpflasterung, ohne den zum Berg liegenden Anbau                                   | Hainspacher Straße 42 (Karte)                             | Bezeichnet mit 1883                                                | Ohne den zum Berg liegenden Anbau, ortsgeschichtlich von Bedeutung, mit Granit-Korbbogenportal, eine Seite Rustika, im Obergeschoss rundbogige Fenster, Tanzsaal mit Deckenmalerei, originale Hofpflasterung | 09251787 |
| Direkt Bild zu diesem Denkmal hochladen | Wohnstallhaus (Umgebinde) und Scheune eines Zweiseithofes, mit Brunnen                                                               | Hainspacher Straße 45 (Karte)                             | Bezeichnet mit 1847                                                | Wohnstallhaus Obergeschoss Fachwerk, hervorragende, ortsbildprägende Lage, baugeschichtlich von Bedeutung. Wohnstallhaus: Obergeschoss Fachwerk, verbrettert, Giebel Sichtfachwerk mit Rundbogenfenster, originale Blockstube, Granittürstock. Scheune aus Bruchstein. | 09251835 |
| Direkt Bild zu diesem Denkmal hochladen | Wohnhaus (Umgebinde) | Hainspacher Straße 58 (Karte)                             | Bezeichnet mit 1889                                                | Obergeschoss Fachwerk, baugeschichtlich von Bedeutung, Obergeschoss verschiefert, Satteldach mit Schieferdeckung | 09251797 |
| Direkt Bild zu diesem Denkmal hochladen | Wohnstallhaus (Fachwerk) | Hauptstraße 2 (Karte)                                     | Mitte 19. Jahrhundert                                              | Obergeschoss Fachwerk, baugeschichtlich von Bedeutung, giebelseitig ornamental verschiefert, langer Dachhecht, Krüppelwalmdach (schiefergedeckt) | 09251582 |
| Direkt Bild zu diesem Denkmal hochladen | Wohnstallhaus (Umgebinde) und Scheune eines Zweiseithofes (Zollhaus)                                                                 | Hauptstraße 3 (Karte)                                     | Bezeichnet mit 1837                                                | Wohnstallhaus Obergeschoss Fachwerk, baugeschichtlich und ortsgeschichtlich von Bedeutung, Obergeschoss Fachwerk, Umgebinde links 3/4 Joche | 09251581 |
| Direkt Bild zu diesem Denkmal hochladen | Wohnstallhaus (Umgebinde) und Steindeckerbrücke (6 Steine) davor                                                                     | Hauptstraße 14 (Karte)                                    | 2. Hälfte 18. Jahrhundert                                          | Weitgehend ursprünglich erhaltenes Beispiel der Auenbebauung, baugeschichtlich von Bedeutung, links 3/2 Joche, eingeschossig, giebelseitig zweifarbig verschiefert, vermutlich Weberhäuschen | 09251580 |
| Direkt Bild zu diesem Denkmal hochladen | Wohnstallhaus (Umgebinde) und zwei Seitengebäude eines Vierseithofes, mit Steindeckerbrücke                                          | Hauptstraße 24 (Karte)                                    | Bezeichnet mit 1880                                                | Wohnstallhaus Obergeschoss Fachwerk, verkörpert noch den alten Hufendorfcharakter des Ortes, baugeschichtlich und sozialgeschichtlich von Bedeutung, Wohnstallhaus: profiliertes Umgebinde, rechts 3/4 Joche, Dachhecht, Freitreppe, Granitgewände, Obergeschoss Fachwerk, verschiefert, originale Fenster, Haustein im Erdgeschoss | 09251652 |
| Direkt Bild zu diesem Denkmal hochladen | Umgebindeteil eines Wohnhauses | Hauptstraße 27 (Karte)                                    | Ende 19. Jahrhundert                                               | Baugeschichtlich von Bedeutung, rechts 3/4 Joche, mit Blockstube, Obergeschoss Fachwerk, verschiefert | 09251642 |
| Direkt Bild zu diesem Denkmal hochladen | Wohnstallhaus (Umgebinde) mit Anbau                                                                                                  | Hauptstraße 28 (Karte)                                    | Bezeichnet mit 1886                                                | Wohnstallhaus Obergeschoss Fachwerk, baugeschichtlich von Bedeutung, rechts 3/4 Joche, Obergeschoss zweifarbig verschiefert, zum Teil giebelseitig verbrettert, Dachhecht, Granittürgewände | 09251659 |
|                                         | Wohnstallhaus (Umgebinde) und über Eck gebaute Scheune mit Oberlaube (ohne hinteren Anbau) und originaler Einfriedung                | Hauptstraße 30 (Karte)                                    | Bezeichnet mit 1858                                                | Wohnstallhaus Obergeschoss Fachwerk, baugeschichtlich und sozialgeschichtlich von Bedeutung. Wohnstallhaus (Umgebinde): rechts 3/4 Joche, Blockstube, profilierte Säulen, originale Granitfenster- und türgewände, Obergeschoss Fachwerk, ornamental verschiefert, Fenstergitter, zweiflügelige Tür, Winterfenster, zwei lange Dachhechte. Scheune: mit Oberlaube, verbrettert, Giebel und Obergeschoss verschiefert. Beide Gebäude mit Krüppelwalmdach, ehemals Weberei, noch Handwerkszeug vorhanden. | 09251639 |
| Direkt Bild zu diesem Denkmal hochladen | Wohnhaus mit Vorlaube und Brunnen im Haus                                                                                            | Hauptstraße 47 (Karte)                                    | 2. Hälfte 18. Jahrhundert                                          | Ehemaliges Weberwohnhaus, ohne An- und Neubau, baugeschichtlich und sozialgeschichtlich von Bedeutung, mit ehemals drei Webstühlen, mit Brunnen im Haus, Satteldach, verschiefert | 09251664 |
| Direkt Bild zu diesem Denkmal hochladen | Wohnstallhaus (Umgebinde) | Hauptstraße 57 (Karte)                                    | 2. Hälfte 19. Jahrhundert                                          | Obergeschoss Fachwerk, verkleidet, baugeschichtlich von Bedeutung | 09252454 |
| Direkt Bild zu diesem Denkmal hochladen | Wohnstallhaus (ehemaliges Umgebindehaus)                                                                                             | Hauptstraße 70 (Karte)                                    | 1876/1878                                                          | Mit Blockstube, Obergeschoss Fachwerk, baugeschichtlich von Bedeutung, Blockstube noch erhalten, mit Dachhecht, Krüppelwalmdach mit Schieferdeckung | 09251668 |
| Direkt Bild zu diesem Denkmal hochladen | Dreiseithof mit Wohnhaus, Scheune und Wirtschaftsgebäude, alte Hofpflasterung                                                        | Hauptstraße 71 (Karte)                                    | 2. Hälfte 18. Jahrhundert                                          | Stattliches Gehöft, baugeschichtlich und ortsbildprägend von Bedeutung. Wohnhaus: mit klassizistischem Giebel (Sonnenbekrönung), Obergeschoss Fachwerk, verputzt. Scheune: massiv, mit Granitgewände und Granittrog, Wirtschaftsgebäude: mit Drempelgeschoss, Diele mit Kreuzgratgewölbe, alte Hofpflasterung mit Rinnen. | 09251727 |
|                                         | Wohnstallhaus (Umgebinde) | Hauptstraße 75 (Karte)                                    | Ende 19. Jahrhundert                                               | Obergeschoss Fachwerk, verschiefert, baugeschichtlich von Bedeutung, links 3/4/3 Joche, Fenster in originaler Größe, neuerer Anbau | 09251746 |
| Direkt Bild zu diesem Denkmal hochladen | Vierseithof mit Wohnstallhaus und drei Seitengebäuden                                                                                | Hauptstraße 76 (Karte)                                    | Bezeichnet mit 1865                                                | Wohnstallhaus Obergeschoss Fachwerk, baugeschichtlich und sozialgeschichtlich von Bedeutung, Obergeschoss und Giebel verschiefert, mit Freitreppe, Granitportal (profiliert) | 09251666 |
| Direkt Bild zu diesem Denkmal hochladen | Wohnhaus (Umgebinde) | Hauptstraße 79 (Karte)                                    | Bezeichnet mit 1850                                                | Wahrscheinlich Faktorenhaus, Wohnstallhaus Obergeschoss Fachwerk, ornamental verschiefert, baugeschichtlich von Bedeutung, links 3/5 Joche, Umgebinde profiliert, Giebel Sichtfachwerk, Mansarddach mit Krüppelwalm | 09251745 |
| Direkt Bild zu diesem Denkmal hochladen | Dreiseithof mit Wohnstallhaus (ehemals Umgebinde), zwei Seitengebäuden und Granitbank                                                | Hauptstraße 91 (Karte)                                    | Bezeichnet mit 1871                                                | Wohnstallhaus Obergeschoss Fachwerk, baugeschichtlich und sozialgeschichtlich von Bedeutung, Wohnstallhaus: ehemaliges Umgebindehaus mit Blockstube, Sichtfachwerk im Obergeschoss, Giebel verschiefert, Granit-Erdgeschoss, Granitgewände, Rustika, Satteldach mit Schieferdeckung, Granitbank vor Tür | 09251752 |
| Direkt Bild zu diesem Denkmal hochladen | Wohnstallhaus (Umgebinde) | Hauptstraße 94 (Karte)                                    | Um 1870/80                                                         | Obergeschoss Sichtfachwerk, charakteristisch für Auenbebauung, baugeschichtlich von Bedeutung, links 3/4/3 Joche, Schleppgiebel, Granittürgewände | 09251750 |
| Direkt Bild zu diesem Denkmal hochladen | Dreiseithof mit Wohnstallhaus (ehemals Umgebinde), zwei Scheunen und originaler Hofpflasterung, Granitbrunnen und Handschwengelpumpe | Hauptstraße 97, 97a (Karte)                               | 2. Hälfte 19. Jahrhundert                                          | Wohnstallhaus Obergeschoss Fachwerk, selten erhaltene Struktur eines Dreiseithofes, baugeschichtlich und sozialgeschichtlich von Bedeutung. Wohnstallhaus: ehemaliges Umgebindehaus, Blockstube erhalten, Obergeschoss Fachwerk, verschiefert. Wohnstallhaus und Scheunen mit einfacher Biberschwanzdeckung, originale Fenstergrößen, zum Teil Granitgewände erhalten, Granitbrunnen mit Pumpe, bezeichnet „IGW 1776“. | 09251751 |
| Direkt Bild zu diesem Denkmal hochladen | Wohnhaus (Umgebinde) mit Anbau und Betriebshof ohne Garage (Faktorei Rößler)                                                         | Hauptstraße 131 (Karte)                                   | Bezeichnet mit 1859                                                | Ohne Garage, Obergeschoss Fachwerk, ortsgeschichtlich von Bedeutung, Giebelseite verschiefert, Granitgewände, reliefierte Balustraden (4) im Obergeschoss, ornamentierte Holzgewände, Krüppelwalmdach mit Schieferdeckung | 09251768 |
|                                         | Wohnhaus in offener Bebauung ohne Anbau                                                                                              | Hauptstraße 134a (Karte)                                  | 2. Hälfte 19. Jahrhundert                                          | Ohne Anbau, Obergeschoss Fachwerk, zum Teil farbig verschiefert, straßenbildprägend, baugeschichtlich von Bedeutung, ehemaliges Umgebindehaus, originale Fenstergrößen, Granitgewände, Granittreppe | 09251765 |
|                                         | Bogenbrücke aus Granit (Himmelsbrücke; Dorfbachbrücke Sohland)                                                                       | Himmelsbrückenweg (Karte)                                 | Bezeichnet mit 1796                                                | Mit bezeichnetem Schlussstein, landschaftsgestaltend und baugeschichtlich von Bedeutung. 3. Juli 2000: „Die Himmelsbrücke wurde 1796 ursprünglich als Fußgängerbrücke über die Spree gebaut. Durch den Bau des Staubeckens (1938/40) unterhalb der Brücke erfolgte 1947 eine Flusslaufregulierung. Seitdem überspannt die Brücke den Sohlander Dorfbach. Der schlanke parabolische Steinbogen besteht aus grob behauenen (hammerrecht) Granidorit-Steinen aus örtlichen Fundstellen. In den Stirnmauern erkennt man unregelmäßiges Schichtenmauerwerk aus fast unbehauenen Steinen. Die Stirnmauern sind als niedrige Sockel, die als Schrammbord dienen, über die Gehbahn gezogen und durch großformatige, roh behauene Abdeckplatten gefasst. Auf den Schrammborden sind leichte, eventuell später angebrachte Stahlgeländer befestigt. Der Bogen hat eine lichte Weite von 10,25 m und eine (sichtbare) Stichhöhe von 2,40 m. Im Scheitelbereich beträgt dessen Breite 2,25 m und die Dicke 0,65 m in der Ansichtsfläche. Die Brückenlänge einschließlich der Rampen beträgt 20,70 m. Die Schrammborde begrenzen eine Gehbahnbreite von 1,75 m. Die Brücke überführt einen Gehweg und unterführt den Dorfbach.“ | 09251703 |
| Direkt Bild zu diesem Denkmal hochladen | Wohnstallhaus (Umgebinde) | Himmelsbrückenweg 3 (Karte)                               | 2. Hälfte 19. Jahrhundert                                          | Obergeschoss und Giebel Fachwerk, verschiefert, baugeschichtlich von Bedeutung, zum Teil auf Granitsockel | 09252483 |
| Direkt Bild zu diesem Denkmal hochladen | Wohnstallhaus | Himmelsbrückenweg 4 (Karte)                               | 1. Hälfte 19. Jahrhundert, Kern womöglich älter                    | Obergeschoss und Giebel Fachwerk, zum Teil verschiefert, baugeschichtlich von Bedeutung, Dachgaupen, Krüppelwalmdach, die ebenfalls als Denkmal ausgewiesene dazugehörige Scheune wurde vor 2001 abgebrochen | 09252484 |
| Direkt Bild zu diesem Denkmal hochladen | Wohnstallhaus mit Pumpe und Hausbaum, Schwarze Küche                                                                                 | Himmelsbrückenweg 7 (Karte)                               | 17. Jahrhundert                                                    | Singulärer Bau, von hohem Denkmalwert, wissenschaftlich, baugeschichtlich und sozialgeschichtlich von Bedeutung, Reetdeckung, zum Teil Schrotholz, Ausgeschirre, Schwarze Küche, Fledermausgaupen | 09251713 |
| Direkt Bild zu diesem Denkmal hochladen | Wohnhaus (Kontor) | Himmelsbrückenweg 9 (Karte)                               | Bezeichnet mit 1912                                                | Baugeschichtlich von Bedeutung, ehemaliges Verwaltungsgebäude einer kleinen Fabrik, Mittelrisalit mit Fachwerkgiebel, Jugendstiltür | 09251701 |
| Direkt Bild zu diesem Denkmal hochladen | Wohnstallhaus | Himmelsbrückenweg 11 (Karte)                              | Mitte 19. Jahrhundert                                              | Obergeschoss Fachwerk, verschiefert, baugeschichtlich von Bedeutung, Fenster mit Originalgröße | 09251698 |
| Direkt Bild zu diesem Denkmal hochladen | Wohnstallhaus mit integrierter Scheune                                                                                               | Himmelsbrückenweg 12 (Karte)                              | Mitte 19. Jahrhundert, im Kern vermutlich älter                    | Ortsbildprägende Lage, baugeschichtlich von Bedeutung | 09251695 |
| Direkt Bild zu diesem Denkmal hochladen | Ausgedingehaus mit Graben und Steindeckerbrücke (5), vermutlich Mühlgraben                                                           | Himmelsbrückenweg 12 (Karte)                              | Ende 19. Jahrhundert                                               | Sozialgeschichtlich von Bedeutung, Giebel verschiefert, unterkellert, bis Dezember 2007 unter der Hausnummer 13 erfasst, laut ALK-Daten besitzt das Gebäude Nummer 12 | 09251697 |
| Direkt Bild zu diesem Denkmal hochladen | Wohnstallhaus und Pumpe | Himmelsbrückenweg 14 (Karte)                              | 2. Hälfte 18. Jahrhundert                                          | Charakteristisch für Auenbebauung, baugeschichtlich und sozialgeschichtlich von Bedeutung, Wohnstallhaus mit Dachhecht, Granittürstock | 09251694 |
| Direkt Bild zu diesem Denkmal hochladen | Wohnstallhaus (Umgebinde) mit geschlossener Oberlaube und zwei Seitengebäude eines Aussiedler-Dreiseithofes                          | Hohbergstraße 3 (Karte)                                   | Um 1800                                                            | Wohnstallhaus Obergeschoss Fachwerk, baugeschichtlich und sozialgeschichtlich von Bedeutung, Wohnstallhaus: Obergeschoss Fachwerk, verbrettert | 09252493 |
| Weitere Bilder                          | Müllerwohnhaus und Stallscheune eines Zweiseithofes, vor dem Haus zwei Mühlsteine (Hauboldmühle)                                     | Mühlenweg 1 (Karte)                                       | Um 1750 (Mühle und Scheune)                                        | Beide Gebäude Obergeschoss Fachwerk, bedeutende, weitgehend ursprünglich erhaltene Anlage, baugeschichtlich und ortshistorisch von Bedeutung, Müllerwohnhaus mit steilem, im Ort singulären Krüppelmansarddach, Dachhäuschen und Gaupen, Obergeschoss und Giebel Fachwerk, zweifarbig verschiefert, Scheune Fachwerk, verbrettert, Steindeckerbrücke bestehend aus fünf langrechteckigen Granitplatten, Bogenbrücke ist Auslauf, der bis zum Haus führt, Mühlgraben mit beidseitig fast durchgängiger Natursteinufereinfassung | 09252487 |
| Direkt Bild zu diesem Denkmal hochladen | Wohnstallhaus | Neudorf 19 (Karte)                                        | Um 1800                                                            | Obergeschoss Fachwerk, zum Teil verbrettert, einziges, weitgehend ursprünglich erhaltenes Haus der Ortslage, baugeschichtlich von Bedeutung, zum Teil originale Fenstergrößen, Schleppdach | 09251774 |
| Direkt Bild zu diesem Denkmal hochladen | Wohnstallhaus | Richard-Lebelt-Weg 13 (Karte)                             | 1. Hälfte 19. Jahrhundert                                          | Obergeschoss Fachwerk, verbrettert/verschiefert, Beispiel für original erhaltene Aussiedlerbebauung, baugeschichtlich und sozialgeschichtlich von Bedeutung, Frackdach, Granittürgewände, rückseitig Granitgeschoss | 09251778 |
| Direkt Bild zu diesem Denkmal hochladen | Wohnstallhaus und Scheune | Rosenbachstraße 29 (Karte)                                | 2. Hälfte 19. Jahrhundert                                          | Wohnstallhaus Obergeschoss Fachwerk, verbrettert, prägnante Lage im Ort, baugeschichtlich von Bedeutung, Giebelseite verschiefert, Scheune/Stall-Anbau: Sichtfachwerk, Hausbaum | 09252489 |
| Direkt Bild zu diesem Denkmal hochladen | Wohnhaus (Umgebinde) | Rösselburgstraße 3 (Karte)                                | Bezeichnet mit 1876 (im Türstock)                                  | Obergeschoss Fachwerk, verschiefert, ursprünglich Faktorenhaus, baugeschichtlich von Bedeutung, profilierte Umgebinde-Säulen, Giebel mit Zwillingsfenster, Türstock Granit, Krüppelwalmdach mit Schieferdeckung | 09252436 |
| Direkt Bild zu diesem Denkmal hochladen | Wohnstallhaus und Scheune eines Zweiseithofes                                                                                        | Rösselburgstraße 6 (Karte)                                | Um 1850                                                            | Baugeschichtlich von Bedeutung. Wohnstallhaus: Obergeschoss Fachwerk, verbrettert, im Giebel zweifarbig verschiefert. Scheune mit für die Gegend seltener Backsteinmauerung. Stand bis 2001 irrtümlich unter der Adresse „Am Pilzdörfel/Rösselburgstraße“ in der Denkmalliste. | 09252439 |
| Direkt Bild zu diesem Denkmal hochladen | Wohnstallhaus (Umgebinde) | Sandweg 2 (Karte)                                         | 2. Hälfte 18. Jahrhundert                                          | Ursprünglich erhalten, baugeschichtlich von Bedeutung, einstöckig, ausgebautes Dach | 09252434 |
| Direkt Bild zu diesem Denkmal hochladen | Wohnstallhaus (Umgebinde) und Gartenlaube                                                                                            | Sandweg 9 (Karte)                                         | 2. Hälfte 19. Jahrhundert                                          | Obergeschoss Fachwerk, verbrettert, baugeschichtlich von Bedeutung, mit Gartenlaube | 09252435 |
| Direkt Bild zu diesem Denkmal hochladen | Umgebindeteil eines Wohnhauses | Schloßstraße 6 (Karte)                                    | Um 1880                                                            | Obergeschoss Fachwerk, baugeschichtlich von Bedeutung, Umgebinde 3/3/2 Joche | 09251550 |
| Direkt Bild zu diesem Denkmal hochladen | Wohnhaus und Seitengebäude eines Dreiseithofes                                                                                       | Schluckenauer Straße 1 (Karte)                            | Um 1860/1880                                                       | Baugeschichtlich, wirtschaftsgeschichtlich und ortsbildprägend von Bedeutung, mit Mittelrisalit, Putzgliederung, Gurtgesimsen und schmiedeeisernem Geländer | 09251600 |
| Direkt Bild zu diesem Denkmal hochladen | Wohnhaus (Umgebinde) | Schluckenauer Straße 2 (Karte)                            | Ende 18. Jahrhundert                                               | Obergeschoss Fachwerk, baugeschichtlich und sozialgeschichtlich von Bedeutung, rechts 3/3/1 Joche, Obergeschoss und Giebel verbrettert | 09251590 |
| Direkt Bild zu diesem Denkmal hochladen | Wohnstallhaus (Umgebinde) | Schluckenauer Straße 7 (Karte)                            | Bezeichnet mit 1879                                                | Mit Blockstube, Obergeschoss Fachwerk, baugeschichtlich von Bedeutung, Obergeschoss verschalt | 09251631 |
| Direkt Bild zu diesem Denkmal hochladen | Gasthof mit Tanzsaal (Schützenhaus)                                                                                                  | Schluckenauer Straße 8 (Karte)                            | 1912                                                               | Ortshistorisch von Bedeutung, prägnantes Gebäude mit Mansarddach und großem Mansardmittelgiebel, Rundbogenfenster im Erdgeschoss, Rustika | 09251614 |
| Direkt Bild zu diesem Denkmal hochladen | Vierseithof mit Wohnstallhaus und drei Seitengebäuden                                                                                | Schluckenauer Straße 9 (Karte)                            | Bezeichnet mit 1861                                                | Alle Gebäude Fachwerkbauten, selten gewordene ursprüngliche Struktur eines Vierseithofes, baugeschichtlich und sozialgeschichtlich von Bedeutung, Krüppelwalmdach mit zweifarbigen Schindeln | 09251626 |
|                                         | Villa Sonneneck, Villengarten mit Einfriedung und Gartenpavillon                                                                     | Schluckenauer Straße 14 (Karte)                           | Bezeichnet mit 1924                                                | Heimatgedanke und expressionistische Einflüsse, baugeschichtlich, künstlerisch und landschaftsgestaltend von Bedeutung, Villa mit Rustika, Erkern, Verbretterung, aufwendigem Treppenaufgang mit Kugelabschlüssen, Garagentor, drei aufwendige Portale (Zitat romanischer Baukunst) mit Bleiglasfenstern (figürlich), Eingangstür mit Hirsch und Strahlenkranz/Kreuz, Hunden, Eichhörnchen, Spruch und Datierung, Sitznischenportal, reiche Dachlandschaft (Gaupen/Dachhäuschen) | 09251632 |
| Direkt Bild zu diesem Denkmal hochladen | Fabrikantenvilla mit Fertigungsanbau                                                                                                 | Schluckenauer Straße 18 (Karte)                           | 1860/1880                                                          | Repräsentativer Bau, baugeschichtlich von Bedeutung, Villa: massiv, zweigeschossig mit Drempel, Walmdach, Gurtgesimse, Putzgliederung, leichter Mittelrisalit mit Granittürstock und Granittreppe, verzierte Holz-Haustür | 09252492 |
| Direkt Bild zu diesem Denkmal hochladen | Wohnstallhaus, Wohnhaus und Scheune eines Dreiseithofes                                                                              | Schluckenauer Straße 21 (Karte)                           | 2. Hälfte 19. Jahrhundert                                          | Wohnstallhaus Obergeschoss Fachwerk, baugeschichtlich von Bedeutung. Wohnstallhaus: Obergeschoss Fachwerk, verbrettert, Giebelseite verschiefert. Wohnhaus: massiv, mit Gurtgesims. Scheune zum Teil mit Sichtfachwerk. | 09252490 |
| Direkt Bild zu diesem Denkmal hochladen | Wohnstallhaus mit geschlossener Oberlaube                                                                                            | Spreetalstraße 6 (Karte)                                  | Um 1800                                                            | Obergeschoss Fachwerk verbrettert und verschiefert, baugeschichtlich und sozialgeschichtlich von Bedeutung, Satteldach, Schieferdeckung, originale Fenstergrößen | 09251607 |
|                                         | Wohnhaus (Umgebinde) | Steilweg 2 (Karte)                                        | Bezeichnet mit 1891                                                | Obergeschoss Fachwerk, baugeschichtlich von Bedeutung, rechts 3/4/2 Joche, Fachwerk im Obergeschoss und giebelseitig zum Ort, Granittürgewände, Platte mit Datierung und Initialen | 09251575 |
| Direkt Bild zu diesem Denkmal hochladen | Wohnstallhaus (Umgebinde) | Steilweg 5 (Karte)                                        | Ende 19. Jahrhundert, im Kern eventuell älter                      | Obergeschoss Fachwerk, zweifarbig verschiefert, baugeschichtlich von Bedeutung, rechts 3/4/1 Joche | 09251576 |
| Direkt Bild zu diesem Denkmal hochladen | OdF-Denkmal | Straße am Friedenshain (Karte)                            | 1952                                                               | Geschichtlich von Bedeutung, Inschrift: „Die Opfer mahnen“ | 09251547 |
| Direkt Bild zu diesem Denkmal hochladen | Wohnstallhaus, Scheune und Seitengebäude eines Gehöftes                                                                              | Straße am Friedenshain 4 (Karte)                          | 19. Jahrhundert                                                    | Wohnstallhaus Obergeschoss Fachwerk, baugeschichtlich von Bedeutung | 09252486 |
| Direkt Bild zu diesem Denkmal hochladen | Ländliches Wohnhaus | Straße am Friedenshain 5 (Karte)                          | Um 1860                                                            | Baugeschichtlich von Bedeutung, eingeschossig, zum Teil verbrettert, mit Dachhecht, einfache Biberschwanzdeckung | 09251525 |
|                                         | Schloss und Park des ehemaligen Rittergutes (Roter Hof)                                                                              | Straße am Friedenshain 20 (Karte)                         | Bezeichnet mit 1747                                                | Baugeschichtlich und landschaftsgestaltend von Bedeutung, zweigeschossiger, langgestreckter Bau mit Mittelrisalit (mit Balkon, darunter Zwillingsfenster), Granitgewände mit Schlussstein, leichte Putzgliederung, zwei kleine Eckrisalite, 17 Achsen, Dreiecksgiebel mit Obelisk, Krüppelmansarddach, großer Treppenaufgang, bis in die 1990er Jahre Suchtklinik der Diakonie, heute ohne Nutzung, großer Gutspark mit altem Baumbestand | 09251837 |
| Direkt Bild zu diesem Denkmal hochladen | Wohnhaus (Umgebinde) | Straße am Friedenshain 24 (Karte)                         | 1. Hälfte 19. Jahrhundert                                          | Noch charakteristische Merkmale für die ursprüngliche Auenbebauung, baugeschichtlich von Bedeutung, eingeschossig, Fenstergröße original | 09251691 |
| Direkt Bild zu diesem Denkmal hochladen | Wohnstallhaus (Umgebinde) | Straße am Friedenshain 25 (Karte)                         | 1. Hälfte 19. Jahrhundert                                          | Obergeschoss Fachwerk verbrettert, baugeschichtlich und sozialgeschichtlich von Bedeutung, Dachhecht, Krüppelwalmdach, einfache Biberschwanzdeckung, Fenster original, Tür und Schmuckgiebel original | 09251692 |
| Direkt Bild zu diesem Denkmal hochladen | Wohnstallhaus | Straße am Friedenshain 26 (Karte)                         | 1. Hälfte 19. Jahrhundert                                          | Prägnante Lage, weitgehend original erhalten, baugeschichtlich von Bedeutung, einstöckig, ehemals Umgebindehaus | 09252488 |
| Weitere Bilder                          | Altes Wohnmühlenhaus (Brückmühle) | Straße am Friedenshain 27 (Taubenheimer Straße 6) (Karte) |                                                                    | Siehe Denkmalkarte (Denkmaltext fehlt). Ortsgeschichtlich und technikgeschichtlich von Bedeutung. Geschichte: 1595 Wassermühle (Getreidemühle). | 09252485 |
| Direkt Bild zu diesem Denkmal hochladen | Wohnstallhaus (Umgebinde) und Scheune (mit Oberlaube) eines Zweiseithofes                                                            | Tännicht 15 (Karte)                                       | 1. Hälfte 19. Jahrhundert                                          | Wohnstallhaus Obergeschoss Fachwerk, einziges Beispiel für komplett erhaltene Hofstruktur im Tännicht, baugeschichtlich und sozialgeschichtlich von Bedeutung, beide mit Fachwerk, Scheune mit Oberlaube, Giebel verbrettert, Wohnstallhaus mit Granittürgewänden | 09251896 |
| Direkt Bild zu diesem Denkmal hochladen | Wohnhaus (Umgebinde) | Tännicht 20 (Karte)                                       | Um 1850                                                            | Eingeschossig, baugeschichtlich und sozialgeschichtlich von Bedeutung, Blockstube, verbrettert, Satteldach; möglicherweise abgerissen | 09251900 |
| Weitere Bilder                          | Fabrikantenvilla (Villa Hantusch) mit Fertigungsanbau (Brückmühle) und Mühlrad                                                       | Taubenheimer Straße 6 (Straße am Friedenshain 27) (Karte) | Um 1900 (Mühle); um 1900/1905 (Fabrikantenvilla)                   | Ortsgeschichtlich und technikgeschichtlich von Bedeutung. - Villa: Krüppelwalmdach mit kunstvollen Holzverzierungen an den Giebelseiten, glasierte Dachziegel, Gurtgesimse, Eckrustizierung, ornamentreicher, hölzerner Wintergarten - Produktionsgebäude: langgestreckt, flaches Satteldach, der nördliche Giebel steht zum Hang (dort Gebäude eingeschossig, im Süden zweigeschossig), mit Granitgewände-Zwillingsfenstern, Mühlrad der Steinsägerei noch vorhanden Geschichte: 1595 Wassermühle (Getreidemühle), 1897 Inbetriebnahme des Werkes für Steinveredlung/ -bearbeitung durch die Firma Ernst Hantusch & Co. Granit- und Syenitwerke, 1902/04 Erweiterungs- und Wohnhausbau, 1930er bis 1951 Stilllegung des Betriebes, Nutzung als Lager, 1954 bis 1965/66 Steinsägerei mit Hilfe der Wasserkraft, 1952 bis 1954 Steinveredlung durch Schleifen und Polieren, danach wurden die Maschinen verschrottet, 1970 bis 1974 Betriebsteil eines halbstaatlichen Betriebes 1974 bis 1979 (und nachfolgend?) Nutzung als Lager durch zwei volkseigene Betriebe. | 09252485 |
| Direkt Bild zu diesem Denkmal hochladen | Villa Stein, Villengarten, Einfriedung und Toreinfahrt (Botanischer Garten)                                                          | Taubenheimer Straße 12 (Karte)                            | 1920er Jahre                                                       | Baugeschichtlich, künstlerisch und landschaftsgestaltend von Bedeutung, Villa: geschweiftes Satteldach, rundbogiger Erker, expressionistische Bauskulptur, v. a. an der Haustür, Villengarten mit zwei Teichen | 09252495 |
| Direkt Bild zu diesem Denkmal hochladen | Wohnhaus (Umgebinde) | Taubenheimer Straße 22 (Karte)                            | 1871                                                               | Obergeschoss Fachwerk, baugeschichtlich von Bedeutung, Umgebinde verschalt, originale sechsfeldrige Sprossenfenster, Obergeschoss und Giebel Fachwerk, zweifarbig verschiefert, Giebeltrapez mit Drillingsfenster, Dachhecht, Granittürstock | 09252497 |
| Direkt Bild zu diesem Denkmal hochladen | Wohnstallhaus (Umgebinde) mit integrierter Scheune                                                                                   | Taubenheimer Straße 27 (Karte)                            | 2. Hälfte 19. Jahrhundert, Kern womöglich älter                    | Obergeschoss Fachwerk, baugeschichtlich von Bedeutung, Stube und Umgebinde verschalt, Obergeschoss Fachwerk, verbrettert | 09252498 |
| Direkt Bild zu diesem Denkmal hochladen | Wohnhaus (Umgebinde) | Waldstraße 7 (Karte)                                      | Ende 19. Jahrhundert                                               | Baugeschichtlich von Bedeutung, eingeschossiges ehemaliges Weberhaus | 09252478 |
| Direkt Bild zu diesem Denkmal hochladen | Zweiseithof mit Wohnstallhaus (Umgebinde) und Scheune über Eck (Oberhof)                                                             | Wiese 27 (Karte)                                          | Um 1850                                                            | Obergeschoss Fachwerk, baugeschichtlich von Bedeutung, profilierte Umgebinde-Säulen, Sichtfachwerk, Giebel verbrettert, Obergeschoss zum Teil verschiefert | 09251878 |
| Direkt Bild zu diesem Denkmal hochladen | Wohnstallhaus | Wiesengrundweg 3 (Karte)                                  | 2. Hälfte 18. Jahrhundert, womöglich älter                         | In seiner ursprünglichen Struktur hervorragend erhalten, baugeschichtlich und sozialgeschichtlich von Bedeutung, einstöckig, mit Dachüberstand, alte Brett-Stalltür | 09252445 |
| Direkt Bild zu diesem Denkmal hochladen | Wohnshaus (Umgebinde) | Wiesengrundweg 4 (Karte)                                  | 2. Hälfte 18. Jahrhundert                                          | Baugeschichtlich von Bedeutung, außer Umgebinde stark verändert, einstöckig, als ursprüngliches Weberhaus noch erkennbar | 09252444 |
| Direkt Bild zu diesem Denkmal hochladen | Wohnstallhaus | Wiesengrundweg 5 (Karte)                                  | 2. Hälfte 18. Jahrhundert                                          | Ehemaliges Weberhaus, ursprünglich erhalten, baugeschichtlich und sozialgeschichtlich von Bedeutung, mit ausgebautem Dach, Fachwerkgiebel | 09252443 |
| Direkt Bild zu diesem Denkmal hochladen | Wohnhaus (Umgebinde) | Wolfsteinweg 5 (Karte)                                    | 2. Hälfte 19. Jahrhundert, Kern älter                              | Mit Blockstube, Obergeschoss Fachwerk, baugeschichtlich von Bedeutung, Umgebinde mit Kerbfries, Blockstube unverschalt, Obergeschoss Fachwerk, verschiefert | 09252494 |
|                                         | Dreibogige Granit-Hausteinbrücke mit Aussichtsbalkon (Spreebrücke)                                                                   | Zittauer Straße (Karte)                                   | Bezeichnet mit 1830 (Schlussstein)                                 | Verkehrshistorisch und baugeschichtlich von Bedeutung, Bau der Neustädter-Oppacher Chaussee 1830, Platte mit Namen integriert | 09252480 |
| Weitere Bilder                          | Sägemühle und Seitengebäude (Klixmühle, Sägewerk Steglich) sowie Hofpflasterung, innen alter Gasentwickler                           | Zittauer Straße 24 (Karte)                                | Um 1850                                                            | Ortsgeschichtlich und technikgeschichtlich von Bedeutung, Sägemühle (zweigeschossig, massiv) und dreigeschossiges, massives Seitengebäude sowie Hofpflasterung, Mühle mit Putzgliederung und Treppengiebel, Bedeutungsanspruch symbolisierend, Granitgewände, alte Winterfenster, auf Rückseite alte Holztür mit Löwenköpfen, innen alter Gasentwickler (Technisches Denkmal) | 09252479 |
| Direkt Bild zu diesem Denkmal hochladen | Schule am Frühlingsberg mit Granittreppe und Einfriedung, Annexgebäude im gleichen Stil                                              | Zittauer Straße 35 (Karte)                                | Bezeichnet mit 1915                                                | Prägnantes Gebäude, Anbau im gleichen Stil, baugeschichtlich und ortsgeschichtlich von Bedeutung, Schule: dreigeschossig, Walmdach mit Geschoss und Dachhäuschen, über Rustikazone Geschoss mit blinden Rundbogenbekrönungen, Andeutung von Pilastern in der Putzgestaltung | 09252481 |
| Direkt Bild zu diesem Denkmal hochladen | Wohnhaus (Umgebinde) im Hakengrundriss                                                                                               | Zittauer Straße 44 (Karte)                                | 2. Hälfte 19. Jahrhundert                                          | Ohne Wirtschaftsanbau, baugeschichtlich von Bedeutung, Obergeschoss Fachwerk, zweifarbig verschiefert, original erhalten | 09252482 |
| Direkt Bild zu diesem Denkmal hochladen | Wohnstallhaus (Umgebinde) mit Oberlaube                                                                                              | Zöllnerweg 1 (Karte)                                      | Um 1800                                                            | Obergeschoss Fachwerk, baugeschichtlich von Bedeutung, rechts 3/4/- Joche, Obergeschoss zweifarbig verschiefert, großes Tor, Oberlaube verbrettert | 09251634 |

## Taubenheim/Spree
| Bild                                    | Bezeichnung | Lage                                                     | Datierung                                                                                 | Beschreibung | ID       |
| --------------------------------------- | --- | -------------------------------------------------------- | ----------------------------------------------------------------------------------------- | --- | -------- |
|                                         | Sachgesamtheit Königlich-Sächsische Triangulierung („Europäische Gradmessung im Königreich Sachsen“); Station 45 Taubenberg                                                                               | (auf dem Taubenberg, südlich des Ortes) (Karte)          | Bezeichnet mit 1865                                                                       | Triangulationsstein, Station 2. Ordnung; bedeutendes Zeugnis der Geodäsie des 19. Jahrhunderts, vermessungsgeschichtlich von Bedeutung, Entwurf Friedrich Robert Helmert. Inschrift „Station / TAUBENBERG / der / Kön:Sächs: / Triangulierung / 1865.“ Material Granit vom Taubenberg. Der Taubenberg ist eine relativ unbedeutende Erhebung im Lausitzer Bergland östlich von Sohland a. d. Spree unweit der Grenze zur Tschechischen Republik. Er war aber für die Netzkonfiguration eine wichtige Position in Grenznähe. Grundbesitzer war Rittergutsbesitzer v. Nostitz und Jankendorf auf Taubenheim. Die Baugenehmigung wurde mit einem Schreiben vom 24. Juni 1865 erteilt. Die Station besteht aus mehreren zusammengefügten Granitblöcken. Der Übergang zur unterirdischen Vermarkung ist trapezförmig. Der oberirdische Bau besteht aus sechs Steinteilen unterschiedlicher Größe und Form, die mit Mörtel verbunden sind. Er verjüngt sich nach oben. Eine Deckplatte ist noch vorhanden. Im zweiten unteren Steinblock ist auf der Ostseite eine horizontale Höhenmarkierung eingemeißelt. Über dieser Markierung ist die Höhenzahl 458.082 eingeschlagen. Die Stationsbeschriftung wurde auf einer erhaben aus dem Stein herausgehobenen rechteckigen Fläche mit verzierten Ecken aufgebracht und ist in gutem Zustand. Der auffällig hohe Pfeiler ist heute von Hochwald umgeben. Dadurch bestehen keine Sichtmöglichkeiten mehr zu anderen Stationen. Von 1862 bis 1890 erfolgte im Königreich Sachsen eine Landesvermessung, bei der zwei Dreiecksnetze gebildet wurden. Zum einen handelt es sich um das Netz für die Gradmessung im Königreich Sachsen (Netz I. Classe/Ordnung) mit 36 Punkten und die Königlich Sächsische Triangulierung (Netz II. Classe/Ordnung) mit 122 Punkten. Die hierfür gesetzten Vermessungssäulen blieben fast vollständig an ihren ursprünglichen Standorten erhalten. Sie sind ein eindrucksvolles Zeugnis der Geschichte der Landesvermessung in Deutschland sowie in Sachsen. Das System der Vermessungssäulen beider Ordnungen ist in seiner Gesamtheit ein Kulturdenkmal von überregionaler Bedeutung (Quelle: Eine Spurensuche, Historische Vermessungssäulen in Sachsen, Hrsg.: Interessengemeinschaft Nagelsche Säulen und Staatsbetrieb Geobasisinformation und Vermessung Sachsen, SEW-Verlags GbR, Mai 2012). | 09252583 |
| Direkt Bild zu diesem Denkmal hochladen | Gasthof Grüner Baum (ohne Anbauten) | Am Grünen Baum 4 (Karte)                                 | Nach 1832                                                                                 | Ohne Anbauten, Obergeschoss Fachwerk, baugeschichtlich, straßenbildprägend und ortsgeschichtlich von Bedeutung, Obergeschoss und Giebel verschiefert, mit Fledermausgaupen | 09252577 |
|                                         | Wirtschaftshof bestehend aus vier Wirtschaftsgebäuden, einem Milchgewölbe und Trog (Einzeldenkmal zu ID-Nr. 09300918)                                                                                     | Am Sportplatz 1, 2, 3, 4, 6 (Karte)                      | Ende 19. Jahrhundert (Wirtschaftshof); um 1900 (Milchgewölbe); bezeichnet mit 1765 (Trog) | Einzeldenkmal der Sachgesamtheit Rittergut Oberes Schloss und Park; baugeschichtlich und ortsgeschichtlich von Bedeutung. Milchkühlstelle aus Bruchsteinmauerwerk, davor Trog bezeichnet mit 1765, hölzerne Leitungen, vier Wirtschaftsgebäude Naturbruchstein. | 09253704 |
| Direkt Bild zu diesem Denkmal hochladen | Wohnstallhaus (Umgebinde) | Am Sportplatz 9 (Karte)                                  | 2. Hälfte 19. Jahrhundert                                                                 | Obergeschoss Fachwerk, baugeschichtlich von Bedeutung, Obergeschoss verschiefert, Krüppelwalmdach mit Schieferdeckung | 09252520 |
| Direkt Bild zu diesem Denkmal hochladen | Wohnstallhaus (Umgebinde, ohne Anbau) mit geschlossener Oberlaube | Am Teich 7 (Karte)                                       | 2. Hälfte 19. Jahrhundert und bezeichnet mit 1900                                         | Obergeschoss Fachwerk, baugeschichtlich von Bedeutung, Obergeschoss und Giebel zweifarbig verschiefert, seitlich im Giebel rhombenartig liegende Fenster, sechsfeldrige Fenster | 09252515 |
| Direkt Bild zu diesem Denkmal hochladen | Wohnhaus (Umgebinde) | Am Teich 12 (Karte)                                      | 2. Hälfte 18. Jahrhundert                                                                 | Mit Blockstube, baugeschichtlich und sozialgeschichtlich von Bedeutung, kleines Weberhaus, Blockstube, profilierte Fenstergewände, mit Frackdach, sechsfeldrige Fenster/Winterfenster | 09252516 |
| Direkt Bild zu diesem Denkmal hochladen | Wohnhaus (Umgebinde) | Am Viebig 13 (Karte)                                     | Um 1800                                                                                   | Baugeschichtlich und sozialgeschichtlich von Bedeutung, links 3/3/2 Joche, eingeschossig, Blockstube, Giebel verbrettert, Satteldach, Schieferdeckung, vermutlich Aussiedlerhaus | 09252560 |
| Direkt Bild zu diesem Denkmal hochladen | Fischgut; Wohnhaus (Umgebinde) | Am Volksbad 15 (Karte)                                   | Um 1920                                                                                   | Doppelstubenhaus, Obergeschoss Fachwerk, Beispiel für Adaption der traditionellen Bauweise im 20. Jahrhundert, baugeschichtlich von Bedeutung, Obergeschoss und Giebel verbrettert, reich profilierte Fenstergewände, Granittürstock | 09252559 |
| Direkt Bild zu diesem Denkmal hochladen | Doppelwohnhaus | An der Kleinbahn 4 (Karte)                               | Um 1900                                                                                   | Klinkerbau mit ausgebautem Dachgeschoss, mit dekorativen Gestaltungselementen aus Klinkern, baugeschichtlich von Bedeutung | 09254997 |
| Direkt Bild zu diesem Denkmal hochladen | Doppelwohnhaus | An der Kleinbahn 5, 6 (Karte)                            | Um 1900                                                                                   | Klinkerbau mit lisenenartigen Wandvorlagen und dekorativem Klinkerfries, baugeschichtlich von Bedeutung, schlichter 1½-geschossiger Baukörper auf rechtwinkligem Grundriss, lisenenartige Vorlagen zur Betonung der Gebäudekanten und Fassadenmitte straßenseitig, Steinsockel, Klinkerblendbögen über den Fenstern, verputzte Sohlbänke, neuere Fenster, aber in bewusster Anlehnung an ursprüngliche Unterteilung (Vertikalstreben), Satteldach | 09254998 |
| Direkt Bild zu diesem Denkmal hochladen | Wohnstallhaus (Umgebinde) und Säulen der originalen Einfriedung | Bahnhofsweg 2 (Karte)                                    | Bezeichnet mit 1841                                                                       | Obergeschoss Fachwerk, sozialgeschichtlich und baugeschichtlich von Bedeutung, reich profilierte Umgebinde-Säulen, Obergeschoss und Giebel Fachwerk, verbrettert, Granitportal, originale Fenster (sechsfeldrig) und Fensterrahmungen, Krüppelwalmdach | 09252548 |
| Direkt Bild zu diesem Denkmal hochladen | Wohnstallhaus (Umgebinde) | Bergstraße 8 (Karte)                                     | 2. Hälfte 18. Jahrhundert                                                                 | Obergeschoss Fachwerk, prägnante Lage, weitgehend original erhalten, baugeschichtlich von Bedeutung, Obergeschoss und Giebel Fachwerk, verbrettert, Stube und Umgebinde-Konstruktion unverschalt, frei stehende Säulen | 09252499 |
| Direkt Bild zu diesem Denkmal hochladen | Wohnstallhaus (Umgebinde) | Böhmische Straße 3 (Karte)                               | Um 1850                                                                                   | Obergeschoss Fachwerk, verschiefert, baugeschichtlich von Bedeutung, Blockstube verschalt, kleine Fenster, mit integrierter Scheune | 09252563 |
| Direkt Bild zu diesem Denkmal hochladen | Wohnstallhaus und Wohnhaus (Umgebinde) eines Zweiseithofes | Böhmische Straße 18 (Karte)                              | 1. Hälfte 19. Jahrhundert, Kern vermutlich älter                                          | Baugeschichtlich und sozialgeschichtlich von Bedeutung, Wohnstallhaus: mit Dachausbau, Granitgewände, ortstypisch, Umgebindehaus mit Blockstube, zum Teil mit Schieferverkleidung | 09252561 |
| Direkt Bild zu diesem Denkmal hochladen | Wohnstallhaus (Umgebinde) mit integrierter Scheune | Böhmische Straße 28 (Karte)                              | Bezeichnet mit 1865                                                                       | Ortsbildprägend, baugeschichtlich von Bedeutung, Blockstube, Obergeschoss Fachwerk, zweifarbig ornamental verschiefert, Obergeschoss zum Teil ausgebaut, Granittürstock, Schleppdach | 09252562 |
| Direkt Bild zu diesem Denkmal hochladen | Wohnstallhaus (Umgebinde) | Niederbrücke 1 (Karte)                                   | 2. Hälfte 19. Jahrhundert, Kern vermutlich älter                                          | Obergeschoss Fachwerk, verschiefert, Bestandteil der Auenbebauung, baugeschichtlich von Bedeutung, Granittürstock, Fenster verändert | 09252503 |
| Direkt Bild zu diesem Denkmal hochladen | Wohnstallhaus (Umgebinde) ohne Werkstattanbau | Oberdorfgasse 1 (Karte)                                  | Bezeichnet mit 1810                                                                       | Ohne Werkstattanbau, Obergeschoss Fachwerk, baugeschichtlich von Bedeutung, Giebel verbrettert, Granittürgewände, zum Teil Krüppelwalmdach, sechsfeldrige Fenster | 09252558 |
| Direkt Bild zu diesem Denkmal hochladen | Wohnstallhaus (Umgebinde) | Oberdorfgasse 5 (Karte)                                  | 1. Hälfte 19. Jahrhundert                                                                 | Baugeschichtlich von Bedeutung, eingeschossig, Blockstube verschalt, mit Dachüberstand | 09252557 |
| Direkt Bild zu diesem Denkmal hochladen | Wohnhaus (Umgebinde) | Oberdorfstraße 1 (Karte)                                 | 2. Hälfte 19. Jahrhundert                                                                 | Obergeschoss Fachwerk, baugeschichtlich von Bedeutung, Blockstube, profilierte Umgebinde-Säulen, Obergeschoss und Giebel zweifarbig verschiefert | 09252541 |
| Direkt Bild zu diesem Denkmal hochladen | Wohnstallhaus (Umgebinde) | Oberdorfstraße 3 (Karte)                                 | 2. Hälfte 19. Jahrhundert                                                                 | Blockstube, Obergeschoss Fachwerk, baugeschichtlich von Bedeutung, Obergeschoss und Giebel verschalt, profilierte Holzfenstergewände | 09252542 |
| Direkt Bild zu diesem Denkmal hochladen | Wohnstallhaus (Umgebinde) | Oberdorfstraße 8 (Karte)                                 | 2. Hälfte 19. Jahrhundert                                                                 | Obergeschoss und Giebel Fachwerk, ornamental verschiefert, straßenbildprägend, ursprünglich erhalten, baugeschichtlich von Bedeutung | 09252550 |
| Direkt Bild zu diesem Denkmal hochladen | Wohnstallhaus (Umgebinde) mit geschlossener Oberlaube und Blockstube sowie Seitengebäude eines Zweiseithofes                                                                                              | Oberdorfstraße 9 (Karte)                                 | 2. Hälfte 19. Jahrhundert, Kern älter                                                     | Beide Gebäude Obergeschoss Fachwerk, baugeschichtlich von Bedeutung, Wohnstallhaus: geschlossene Oberlaube, Blockstube, links 3/3/3 Joche, Obergeschoss und Giebel verschiefert, Krüppelwalmdach | 09252549 |
| Direkt Bild zu diesem Denkmal hochladen | Wohnstallhaus (Umgebinde) | Oberdorfstraße 14 (Karte)                                | Um 1800                                                                                   | Blockstube, baugeschichtlich und sozialgeschichtlich von Bedeutung, eingeschossig, Blockstube mit dicken Balken, Giebel verbrettert, Granittürgewände, breitgelagertes Dach | 09252556 |
| Direkt Bild zu diesem Denkmal hochladen | Wohnstallhaus mit integriertem Wirtschaftsteil | Oberdorfstraße 15 (Karte)                                | Um 1750                                                                                   | Regionaltypisch, baugeschichtlich und sozialgeschichtlich von Bedeutung, eingeschossig, intaktes Wand-Öffnung-Verhältnis, Biberschwanzdeckung und Umgebinde nach 1995 erneuert, neue Schieferdeckung, Giebel mit Sichtfachwerk (bis 1995 verschiefert), Solaranlage auf Dach über dem Wirtschaftsteil. | 09252555 |
| Direkt Bild zu diesem Denkmal hochladen | Zweiseithof mit Wohnstallhaus (Umgebinde) und Scheune | Oberdorfstraße 16 (Karte)                                | 2. Hälfte 19. Jahrhundert                                                                 | Wohnstallhaus Obergeschoss Fachwerk, Scheune Fachwerk, baugeschichtlich und ortsbildprägend von Bedeutung, Wohnstallhaus: Obergeschoss und Giebel Fachwerk, zweifarbig verschiefert, hervorragende Lage | 09252554 |
| Direkt Bild zu diesem Denkmal hochladen | Wohnstallhaus (Umgebinde) auf Hakengrundriss | Oberdorfstraße 17 (Karte)                                | Bezeichnet mit 1856                                                                       | Obergeschoss Fachwerk, stattlicher Baukörper, baugeschichtlich und straßenbildprägend von Bedeutung, dreigeschossig, mit Blockstube, Umgebinde-Säulen leicht profiliert, beide Obergeschoss Fachwerk, verschalt, Granittürstock | 09252553 |
| Direkt Bild zu diesem Denkmal hochladen | Wohnstallhaus (Umgebinde) mit integrierter Scheune | Oberdorfstraße 19 (Karte)                                | Bezeichnet mit 1867                                                                       | Obergeschoss und Giebel Fachwerk, verschiefert, baugeschichtlich von Bedeutung, Blockstube, Granittürgewände | 09252552 |
| Direkt Bild zu diesem Denkmal hochladen | Wohnstallhaus mit integrierter Scheune (Weberhaus) | Oberdorfstraße 20 (Karte)                                | 2. Hälfte 18. Jahrhundert                                                                 | Baugeschichtlich und sozialgeschichtlich von Bedeutung, eingeschossig, Giebel zweifarbig verschiefert, mit tief heruntergezogenem Dach, Stall/Scheunenteil verbrettert | 09252551 |
| Direkt Bild zu diesem Denkmal hochladen | Vierseithof mit Wohnstallhaus mit Oberlaube sowie Stallgebäude, Scheune und Tenne mit Tordurchfahrt, mit Hausbaum, Granittrögen und originaler Pflasterung, dazu separat stehende Scheune (Einnehmerhaus) | Oberdorfstraße 21 (Karte)                                | Bezeichnet mit 1812                                                                       | Wohnstallhaus Obergeschoss Fachwerk, hervorragend erhaltene Struktur, sozialgeschichtlich und baugeschichtlich von Bedeutung, Wohnstallhaus mit offener Oberlaube, Gewölbe, Stall mit Gewölbe, separat stehende Scheune Granitsockel, Fachwerk verbrettert, Hausbaum Linde | 09252540 |
| Direkt Bild zu diesem Denkmal hochladen | Wohnstallhaus (Umgebinde) und Scheune eines Zweiseithofes | Oberdorfstraße 26 (Karte)                                | 2. Hälfte 19. Jahrhundert                                                                 | Wohnstallhaus, Obergeschoss Fachwerk, straßenbildprägend, baugeschichtlich von Bedeutung, Umgebinde-Säulen profiliert, Blockstube, Giebel und Obergeschoss Fachwerk, verschiefert | 09252539 |
| Direkt Bild zu diesem Denkmal hochladen | Wohnstallhaus (Umgebinde) und Scheune eines Zweiseithofes | Oberdorfstraße 27 (Karte)                                | 2. Hälfte 19. Jahrhundert                                                                 | Obergeschoss und Giebel Fachwerk, verschiefert, straßenbildprägend und baugeschichtlich von Bedeutung, Blockstube und Umgebinde-Säulen verschalt | 09252538 |
| Direkt Bild zu diesem Denkmal hochladen | Umgebindeteil eines Wohnhauses | Oberdorfstraße 35 (Karte)                                | 1. Hälfte 19. Jahrhundert                                                                 | Baugeschichtlich von Bedeutung, eingeschossig, Blockstube, profilierte Holzfenstergewände, Giebel verbrettert | 09252537 |
| Direkt Bild zu diesem Denkmal hochladen | Wohnstallhaus (Umgebinde) mit geschlossener Oberlaube sowie Scheune eines Zweiseithofes, mit Hofpflasterung                                                                                               | Oberdorfstraße 37 (Karte)                                | 1. Hälfte 19. Jahrhundert                                                                 | Wohnstallhaus Obergeschoss Fachwerk, straßenbildprägend und baugeschichtlich von Bedeutung, Wohnstallhaus: geschlossene Oberlaube, profilierte Umgebinde-Säulen, Blockstube, Obergeschoss und Giebel verbrettert, Sonnengiebel, Dachhäuschen, profilierte Holzfenstergewände, Granittürgewände, Schlussstein, alte Holztür | 09252536 |
| Direkt Bild zu diesem Denkmal hochladen | Wohnstallhaus (Umgebinde), Gesindehaus, Scheune mit Tenne und Tordurchfahrt sowie Landwirtschaftsgeräte eines Vierseithofes                                                                               | Oberdorfstraße 39 (Karte)                                | Mitte 19. Jahrhundert, Kern wesentlich älter                                              | Geschlossene Hofanlage, baugeschichtlich und sozialgeschichtlich von Bedeutung, mit leicht profilierten Umgebinde-Säulen, Granitgewänden, im Familienbesitz seit 1741, verfügt über Scheunentenne und vollständig erhaltene historische Gerätschaften zum Bergen und Lagern des Getreides, alte Dachkonstruktion | 09252535 |
| Direkt Bild zu diesem Denkmal hochladen | Wohnstallhaus (Umgebinde) mit integrierter Scheune und altem Brunnen | Oberdorfstraße 42 (Karte)                                | Bezeichnet mit 1765                                                                       | Ursprünglich und vorbildlich erhaltenes Beispiel der Auenbebauung, baugeschichtlich und sozialgeschichtlich von Bedeutung, Blockstube, tief heruntergezogenes Dach mit Hechtgaupe, im Stallteil Gewölbe, Schieferdeckung, ehemals Strohdeckung | 09252534 |
| Direkt Bild zu diesem Denkmal hochladen | Wohnstallhaus und Seitengebäude eines Zweiseithofes, mit Sonnenuhr (Alte Bleiche) | Oppacher Weg 7 (Karte)                                   | Vor 1770 (Wohnstallhaus); 1. Hälfte 19. Jahrhundert (Stall/Scheune)                       | Wohnstallhaus Obergeschoss Fachwerk, in hohem Maße ursprünglich erhalten, für das Auenbild konstitutiv, ortsgeschichtlich von Bedeutung, Sichtfachwerk im Giebel, bis 1850 betrieben, breitgelagertes Satteldach, zum Teil Schleppdach, Stall/Scheune: Granit, breitgelagertes Dach, tief heruntergezogen | 09252527 |
| Direkt Bild zu diesem Denkmal hochladen | Wohnstallhaus (Umgebinde) | Oppacher Weg 8 (Karte)                                   | Um 1850                                                                                   | Obergeschoss Fachwerk, baugeschichtlich von Bedeutung, Obergeschoss und Giebel ornamental verschiefert, Stallteil Granit, Krüppelwalmdach | 09252528 |
| Direkt Bild zu diesem Denkmal hochladen | Wohnstallhaus (Umgebinde) | Oppacher Weg 9 (Karte)                                   | Um 1850                                                                                   | Typisch für Auenbebauung, baugeschichtlich von Bedeutung, eingeschossig, Blockstube, profilierte Holzfenstergewände, Giebel verschiefert, Granittürgewände mit Schlussstein | 09252529 |
| Direkt Bild zu diesem Denkmal hochladen | Wohnstallhaus (Umgebinde) | Oppacher Weg 14 (Karte)                                  | Um 1850                                                                                   | Typisch für Auenbebauung, baugeschichtlich von Bedeutung, eingeschossig, mit Hakengrundriss, Blockstube, Granittürgewände | 09252533 |
| Direkt Bild zu diesem Denkmal hochladen | Wohnstallhaus (Umgebinde) | Oppacher Weg 15 (Karte)                                  | Um 1850                                                                                   | Typisch für Auenbebauung, baugeschichtlich von Bedeutung, eingeschossig, Blockstube, weitjochig, Giebel verbrettert, profilierte Holzfenstergewände, reich verzierte Holztür | 09252532 |
| Direkt Bild zu diesem Denkmal hochladen | Wohnstallhaus (Umgebinde) mit integrierter Scheune | Oppacher Weg 16 (Karte)                                  | Um 1850                                                                                   | Weitgehend original erhalten, baugeschichtlich von Bedeutung, eingeschossig, Blockstube, profilierte Holzfenstergewände, Hechtgaupe, Dachhäuschen | 09252530 |
| Direkt Bild zu diesem Denkmal hochladen | Wohnstallhaus (Umgebinde) | Oppacher Weg 20 (Karte)                                  | Bezeichnet mit 1880                                                                       | Doppelstubenhaus, Obergeschoss Fachwerk, baugeschichtlich von Bedeutung, ein Joch mit großer Spannweite, Obergeschoss zum Teil zweifarbig verschiefert, Dachhecht | 09252531 |
| Direkt Bild zu diesem Denkmal hochladen | Kriegerdenkmal für die Gefallenen des Ersten Weltkrieges, mit Einfriedung | Sohlander Straße (Karte)                                 | Nach 1918                                                                                 | Ortsgeschichtlich von Bedeutung, Granit, auf Mittelstein Reichsadler | 09252523 |
| Weitere Bilder                          | Rittergut und Gutspark Oberes Schloss (Sachgesamtheit) | Sohlander Straße 2 (Am Sportplatz 1, 2, 3, 4, 6) (Karte) | 1765 bis 1920                                                                             | Sachgesamtheit Rittergut Oberes Schloss und Park mit folgenden Einzeldenkmalen: Schloss, Parkeinfriedung und Denkmal (Obelisk) für Richard Pleyl im Park (Sohlander Straße 2 – siehe Obj. 09252518) und Wirtschaftshof bestehend aus vier Wirtschaftsgebäuden, einem Milchgewölbe und Trog (Am Sportplatz 1, 2, 3, 4, 6 – siehe Obj. 09253704) sowie dem Gutspark mit drei Teichen (Sohlander Straße 2) = Gartendenkmal; landschaftsgestaltend und ortsgeschichtlich von Bedeutung. Weit ausgedehnter Gutspark mit reichem Baumbestand und drei Teichen. | 09300918 |
| Weitere Bilder                          | Schloss (Einzeldenkmal zu ID-Nr. 09300918) | Sohlander Straße 2 (Karte)                               | Bezeichnet mit 1897                                                                       | Einzeldenkmal der Sachgesamtheit Rittergut Oberes Schloss und Park; baugeschichtlich und ortsgeschichtlich von Bedeutung. Schloss im Neorenaissancestil, Beton-„Portikus“ später angefügt, Wetterfahne mit Drachen. | 09252518 |
|                                         | Parkeinfriedung (Einzeldenkmal zu ID-Nr. 09300918) | Sohlander Straße 2 (Karte)                               | 1897                                                                                      | Einzeldenkmal der Sachgesamtheit Rittergut Oberes Schloss und Park; baugeschichtlich und ortsgeschichtlich von Bedeutung, Einfriedungsmauer aus Bruchstein entlang der Sohlander Straße | 09252518 |
| Direkt Bild zu diesem Denkmal hochladen | Denkmal (Obelisk) für Richard Pleyl im Park (Einzeldenkmal zu ID-Nr. 09300918) | Sohlander Straße 2 (Karte)                               | Nach 1914                                                                                 | Einzeldenkmal der Sachgesamtheit Rittergut Oberes Schloss und Park; baugeschichtlich und ortsgeschichtlich von Bedeutung | 09252518 |
| Direkt Bild zu diesem Denkmal hochladen | Wohnstallhaus (Umgebinde) | Sohlander Straße 5 (Karte)                               | Bezeichnet mit 1883, Kern womöglich älter                                                 | Obergeschoss Fachwerk, baugeschichtlich von Bedeutung, Blockstube und Umgebinde-Säulen zum Teil verschalt, Obergeschoss und Giebel verschiefert, profilierter Granittürstock, Korbbogenportal, Granitbank | 09252525 |
| Direkt Bild zu diesem Denkmal hochladen | Wohnstallhaus (Umgebinde) | Sohlander Straße 7 (Karte)                               | Ende 19. Jahrhundert                                                                      | Mit späterem Ladeneinbau, Obergeschoss und Giebel Fachwerk, verschiefert, baugeschichtlich von Bedeutung, Blockstube, Granittürgewände, Granitbodenplatten, Krüppelwalm | 09252524 |
|                                         | Wohnstallhaus (Umgebinde) | Sohlander Straße 10 (Karte)                              | 1. Hälfte 19. Jahrhundert                                                                 | Blockstube entfernt, Obergeschoss Fachwerk, orts- und straßenbildprägend von Bedeutung, Umgebinde-Säulen verschalt, Obergeschoss und Giebel verkleidet, mit profilierten Fensterrahmungen, Schleppdach | 09252564 |
| Direkt Bild zu diesem Denkmal hochladen | Gasthof mit Tanzsaal (Haus Oberlausitz, ehemaliges Erbgericht) | Sohlander Straße 14 (Karte)                              | Bezeichnet mit 1886                                                                       | Ortsbildprägend, ortshistorisch von Bedeutung, umgebaut 1971–1975, Granittürstock | 09252546 |
| Direkt Bild zu diesem Denkmal hochladen | Wohnhaus (Umgebinde) | Sohlander Straße 17 (Karte)                              | Um 1850                                                                                   | Ohne Anbauten, mit Ladeneinbau und Blockstube, Obergeschoss und Giebel Fachwerk, zweifarbig verschiefert, straßenbildprägend von Bedeutung, stattlicher Baukörper, Blockstube, im Giebel Drillingsfenster | 09252547 |
|                                         | Wohnstallhaus (Umgebinde) | Sohlander Straße 20 (Karte)                              | Bezeichnet mit 1866                                                                       | Mit späterem Ladeneinbau (Klinker), Obergeschoss Fachwerk, baugeschichtlich von Bedeutung, Blockstube, leicht profilierte Umgebinde-Säulen, Obergeschoss und Giebel verschiefert, Krüppelwalmdach | 09252565 |
| Direkt Bild zu diesem Denkmal hochladen | Wohnhaus (Umgebinde) | Sohlander Straße 24 (Karte)                              | Um 1900                                                                                   | Obergeschoss und Giebel Fachwerk, baugeschichtlich von Bedeutung, Blockstube, leicht profilierte Umgebinde-Säulen, im Erdgeschoss ausgemauert (Klinkerornament in Gelb und Rot), profilierte Holzfenstergewände, Granittürstock, Neorenaissance-Tür | 09252567 |
| Direkt Bild zu diesem Denkmal hochladen | Wohnstallhaus mit Vorlaube (Umgebinde) | Sohlander Straße 26 (Karte)                              | Bezeichnet mit 1900, im Kern älter                                                        | Obergeschoss Fachwerk, im Ortsbild singulär, baugeschichtlich von Bedeutung, Blockstube, zum Teil mit Ziegeln ausgemauert, Umgebinde-Säulen verschalt, Obergeschoss und Giebel verbrettert und verschiefert, profilierte Granitgewände, aufwändig gestaltete Holztür | 09252568 |
| Direkt Bild zu diesem Denkmal hochladen | Wohnstallhaus (Umgebinde) eines Dreiseithofes, heute Gemeindeamt | Sohlander Straße 31 (Karte)                              | Bezeichnet mit 1881                                                                       | Obergeschoss Fachwerk, baugeschichtlich von Bedeutung, mit hölzernem Aufgang des rechtwinklig anschließenden Gebäudes, Blockstube, Giebel und Obergeschoss verschiefert, Granittürgewände, Granitausmauerung, mit Gewölbe | 09252569 |
| Direkt Bild zu diesem Denkmal hochladen | Wohnstallhaus (Umgebinde) | Sohlander Straße 38 (Karte)                              | 2. Hälfte 19. Jahrhundert                                                                 | Obergeschoss Fachwerk, baugeschichtlich von Bedeutung, Blockstube, Obergeschoss und Giebel verschalt, Granitgewände | 09252572 |
| Direkt Bild zu diesem Denkmal hochladen | Wohnstallhaus (Umgebinde) und Scheune eines Zweiseithofes | Sohlander Straße 48 (Karte)                              | Bezeichnet mit 1839                                                                       | Wohnstallhaus Obergeschoss Fachwerk, verbrettert, baugeschichtlich und sozialgeschichtlich von Bedeutung, Wohnstallhaus: Fledermausgaupen, profilierter Granittürstock, Vorhäuschen (um 1900), Krüppelwalmdach, Scheune mit alter Struktur, verbrettert, mit angedeuteten Bogenformen | 09252571 |
| Weitere Bilder                          | Niedermühle; Mühlenanwesen (Dreiseithof): Wohnmühlenhaus (oder nur Müllerwohnhaus), Gebäude für Schneide- und Sägemühle, Seitengebäude mit Tordurchfahrt, Hofpflasterung und Steindeckerbrücke            | Sohlander Straße 49 (Karte)                              | Um 1790, mit späteren Veränderungen (Mühle); um 1800 (Seitengebäude)                      | Im Ortsbild singulär, straßenbildprägend und ortshistorisch von Bedeutung. Wohnhaus: auf quadratischem Grundriss, Erdgeschoss massiv, Obergeschoss Fachwerk, verbrettert, Mansarddach mit Schieferdeckung. Seitengebäude: Erdgeschoss mit Tordurchfahrt, Obergeschoss Fachwerk, originale sechsteilige Fenster, Krüppelwalmdach mit Schieferdeckung. | 09252570 |
| Direkt Bild zu diesem Denkmal hochladen | Wohnstallhaus (Umgebinde), mit Sonnenuhr (Schenkslieb-Haus) | Sohlander Straße 50 (Karte)                              | Bezeichnet mit 1753                                                                       | Obergeschoss Fachwerk, verbrettert, baugeschichtlich und ortsbildprägend von Bedeutung, Umgebinde-Konstruktion und Stube unverschalt, Giebel mit Sichtfachwerk und Blitzschlange | 09252508 |
| Direkt Bild zu diesem Denkmal hochladen | Wohnstallhaus (Umgebinde) mit integrierter Scheune | Sohlander Straße 60 (Karte)                              | 2. Hälfte 18. Jahrhundert                                                                 | Erhaltenes Beispiel für ursprüngliche Auenbebauung, baugeschichtlich und sozialgeschichtlich von Bedeutung, ehemaliges Weberhaus, Blend-Umgebinde links vom Eingang, Kerbsäulen, ausgebautes Dach | 09252507 |
| Direkt Bild zu diesem Denkmal hochladen | Wohnstallhaus und Scheune eines Zweiseithofes, mit Sonnenuhr | Sohlander Straße 62 (Karte)                              | Bezeichnet mit 1798                                                                       | Wohnstallhaus Obergeschoss Fachwerk, ortshistorisch bedeutend als Wohnhaus des Chirurgen C. E. Weinhardt, straßenbildprägend, zur Straßenseite Obergeschoss Fachwerk, verschiefert, ansonsten durch heruntergezogene Bretter verschalt, Erdgeschoss verändert | 09252506 |
| Direkt Bild zu diesem Denkmal hochladen | Wohnstallhaus (Umgebinde) ohne Anbau | Sohlander Straße 73 (Karte)                              | Bezeichnet mit 1878 (Türstock), vermutlich älter                                          | Ohne Anbau, Obergeschoss Fachwerk, baugeschichtlich von Bedeutung, Umgebinde mit Kerbsäulen, Blockstube verschalt, Obergeschoss Sichtfachwerk, Granittürstock, Besonderheit: Abbundzeichen in den Fachwerkbalken | 09252505 |
| Direkt Bild zu diesem Denkmal hochladen | Wohnstallhaus (Umgebinde) ohne Anbau | Sohlander Straße 78 (Karte)                              | Um 1850                                                                                   | Ohne Anbau, Oberge Obergeschoss und Giebel Fachwerk, zweifarbig ornamental verschiefert, Rückseite Obergeschoss verbrettert, baugeschichtlich von Bedeutung, Umgebinde und Stube verschalt, Krüppelwalmdach | 09252504 |
|                                         | Wohnstallhaus (profiliertes Umgebinde) mit Sonnenuhr (Niederschmiede) | Sohlander Straße 82 (Karte)                              | 1. Hälfte 19. Jahrhundert, Kern vermutlich älter                                          | Obergeschoss Fachwerk, ehemals herrschaftliche Niederschmiede, baugeschichtlich und ortsgeschichtlich von Bedeutung, einfache Biberschwanzdeckung, Satteldach, Haus ist seit 1850 in Familienbesitz, 1862–1943 Materialwaren August Herbrig, Ecksonnenuhr 1983/1984 von Martin Hölzel | 09252512 |
| Weitere Bilder                          | Wohnhaus eines ehemaligen Rittergutes, Kutschauffahrt, Reste der Einfriedung sowie Park und Obelisk (Rittergut und Gutspark Niederes Schloss)                                                             | Sohlander Straße 83 (Karte)                              | 1890/1912 (Schloss); bezeichnet mit 1778 (Obelisk)                                        | Wichtiges Ensemble zur Dokumentation der Verbindung Taubenheims mit Herrnhut, baugeschichtlich und ortsgeschichtlich von Bedeutung. Niederes Schloss (Sohlander Straße 83). Schlichter zweigeschossiger Putzbau über L-förmigem Grundriss, 1890 und 1912 erweitert. Eingang durch Lisenen und zentralen Dacherker betont. Fassade des Nebenflügels mit schöner Fachwerkgliederung. Wendelstein aus Bruchstein mit flachem Zeltdach. Wohnhaus: mit Turmanbau, Wendeltreppe, Anbau mit Schmuckfachwerk und Spitzbogenfenstern, Granitgewände, Drillingsfenster, Wohnhaus originell wirkend durch Anwendung verschiedener Stile, Eingangstorpfeiler Granit, im Park (auf gegenüberliegender Straßenseite, Flst. 1532): Obelisk für Hans Heinrich von Zezschwitz. | 09252511 |
| Direkt Bild zu diesem Denkmal hochladen | Wohnstallhaus (Umgebinde) mit Holzscheune eines Dreiseithofes | Sohlander Straße 87 (Karte)                              | Bezeichnet mit 1879                                                                       | Wohnstallhaus Obergeschoss Fachwerk, baugeschichtlich von Bedeutung, Wohnstallhaus: Blockstube, Granittürstock, Krüppelwalmdach mit Schieferdeckung | 09252514 |
| Direkt Bild zu diesem Denkmal hochladen | Umgebindeteil eines Wohnhauses | Sohlander Straße 90 (Karte)                              | Mitte 19. Jahrhundert                                                                     | Obergeschoss Fachwerk, baugeschichtlich von Bedeutung, mit Blockstube, Obergeschoss mit zweifarbigem Schiefer verkleidet | 09252509 |
|                                         | Wohnstallhaus (Umgebinde), Scheune und Sonnenuhr (Karasek-Haus) | Spreeweg 3 (Karte)                                       | Bezeichnet mit 1753                                                                       | Wohnstallhaus Obergeschoss Fachwerk, baugeschichtlich und ortsgeschichtlich von Bedeutung, Wohnstallhaus: Obergeschoss Fachwerk, verbrettert, Granittürstock, Krüppelwalmdach, Stube verschalt, Umgebindekonstruktion frei, vorstehende Eckverkämmung | 09252500 |
| Direkt Bild zu diesem Denkmal hochladen | Wohnstallhaus (Umgebinde) | Spreeweg 5 (Karte)                                       | 2. Hälfte 19. Jahrhundert                                                                 | Blockstube, Obergeschoss Fachwerk, verbrettert, prägnante Lage, baugeschichtlich von Bedeutung, Blockstube verschalt, alte Biberschwanzdeckung | 09252501 |
| Direkt Bild zu diesem Denkmal hochladen | Wohnstallhaus (Umgebinde) | Spreeweg 7 (Karte)                                       | Um 1850                                                                                   | Prägt die Auenbebauung mit, baugeschichtlich von Bedeutung, eingeschossig, ausgebautes Dach über Eingang | 09252502 |
| Weitere Bilder                          | Kirche und Kirchhof Taubenheim (Sachgesamtheit) | Straße der Jugend (Karte)                                | 1645 bis 1918                                                                             | Sachgesamtheit Kirche und Kirchhof Taubenheim mit folgenden Einzeldenkmalen: Kirche, neun Grabmale (davon sechs Grabmale an der Kirchwand), zwei Grabanlagen, Denkmal für die Gefallenen von 1870/1871 sowie Einfriedungsmauer des Kirchhofs (siehe Obj. 09252517); baugeschichtlich, künstlerisch und ortsgeschichtlich von Bedeutung | 09300912 |
| Weitere Bilder                          | Kirche (Einzeldenkmal zu ID-Nr. 09300912) | Straße der Jugend (Karte)                                | 1645                                                                                      | Einzeldenkmal der Sachgesamtheit Kirche und Kirchhof Taubenheim; baugeschichtlich, künstlerisch und ortsgeschichtlich von Bedeutung. Barocke Saalkirche mit Dachreiter, Putzbau mit dreiseitig geschlossenem Chor, hohe Rundbogenfenster, Traufgesims und Walmdach, innen zweigeschossige Emporen, Herrschaftslogen. Auf einer Anhöhe stehende, schlichte, barocke Saalkirche mit Dachreiter, nach einem Brand 1645 errichtet, 1662 erneuert und 1683 ausgemalt. 1757–75 Erweiterung nach Westen durch Mauermeister Gottlob Wendler und Zimmermeister Hans George Paul. 1858 Umbauten und Veränderungen des Innenraumes. Restaurierungen 1972–75 (innen), 1989 (außen). Putzbau mit dreiseitig geschlossenem Chor, hohe Rundbogenfenster, Traufgesims und Walmdach mit Dachreiter im Osten. An der Südseite Eingangsvorhalle, an der Nordseite leicht geschwungene Freitreppen zu den Logen-Eingängen. Hell gestalteter Innenraum mit flacher Putzdecke. Umlaufende, zweigeschossige Holzemporen mit schlichter Fassung, im Chorraum an der Nordseite Herrschaftsbetstuben. Hinter der gerade schließenden Ostseite des Saales liegt die Sakristei. Im Westen unter der vorschwingenden Orgelempore ein logenartiger Raum. Ausstattung: Schlichter, farbig gefasster Kanzelaltar aus Holz mit toskanischen Pfeilern und sarkophagähnlichem Altartisch, Ende 18. Jahrhundert. Farbig gefasster Taufengel, um 1700 (Armstellung rekonstruiert). Vortragekreuz mit fein gearbeitetem Kruzifix, 18. Jahrhundert. Ehemaliges Altarbild mit kreuztragendem Christus von Ferdinand von Platner, um 1870. Kohl-Orgel von 1868, klassizistischer Prospekt mit zierlichem Rankenwerk. An der südlichen Außenwand Grabmal der Euphrosine Pietzschmann († 1676), ganzfiguriges Relief einer Frau in zeitgenössischem Kleid, in den Händen Gebetbuch und Handschuhe, unten ihr Kind, das den Arm zur Mutter hochstreckt. Grabmal der Anna Maria Pietzschmann († 1674), Darstellung einer Frau mit Wickelkind und Gebetbuch, in einer Art Sarkophag mit Inschrift stehend. Kinderdenkmal der Familie Pietzschmann, bezeichnet 1674, sechs Kinder der vorgenannten Anna Pietzschmann mit Totenhemd und Hauben, darüber schweben drei Kinderengel und Schriftbänder. | 09252517 |
|                                         | Neun Grabmale, davon sechs Grabmale an der Kirchwand (Einzeldenkmal zu ID-Nr. 09300912) | Straße der Jugend (Karte)                                | 1735 bis 1874                                                                             | Einzeldenkmale der Sachgesamtheit Kirche und Kirchhof Taubenheim; baugeschichtlich, künstlerisch und ortsgeschichtlich von Bedeutung. Sechs Grabmale an der Kirchenaußenwand aus Sandstein: - Grabmal Carl Heinrich von Zezschwitz, geb. 1735, gest. 1795, - Grabmal der Euphrosine Pietzschmann, gest. 1676, ganzfiguriges Relief einer Frau in zeitgenössischem Kleid, in ihren Händen Gebetbuch und Handschuhe, zu ihrer Linken ein Kind, das den Arm der Mutter entgegenstreckt, - Grabmal der Anna Maria Pietzschmann, gest. 1674, Darstellung einer Frau mit Wickelkind und Gebetbuch, - Grabmal für sechs Kinder der Familie Pietzschmann, sog. Sechs-Kinder-Stein, gest. 1674, Kinder der Anna Maria Pietzschmann mit Totenhemd und Hauben, drei Engel segnen paarweise die Kinder, - Grabmal für Pfarrer Hieronymus Hammer, gest. 1733 oder 1735, - stark angewittertes Grabmal aus Sandstein Grabmale auf dem Kirchhof: - Grabmal Familie J. Chr. Zumpe, geb. 1815, gest. 1874 und K. Aug. Zumpe, geb. 1815, gest. 1894 - klassizistisches Grabmal: stark angewitterter Sockel, darauf mit Laubgirlanden geschmückte Urne, 1. Hälfte 19. Jahrhundert - klassizistisches Grabmal: stark angewitterter Sockel, darauf Urne mit Pflanzengirlande, die durch Ringe gehalten wird, 1. Hälfte 19. Jahrhundert | 09252517 |
|                                         | Zwei Grabanlagen (Einzeldenkmal zu ID-Nr. 09300912) | Straße der Jugend (Karte)                                | 1893, 1918                                                                                | Einzeldenkmale der Sachgesamtheit Kirche und Kirchhof Taubenheim - Grabanlage Familie Gustav Adolf Schmidt, geb. 1870, gest. 1893 mit Resten der schmiedeeisernen Einfriedung - Grabanlage Familie Ruhne, Erich Ruhne, geb. 1891, gest. 1918, mit schmiedeeiserner Einfriedung | 09252517 |
| Weitere Bilder                          | Denkmal für die Gefallenen von 1870/1871 (Einzeldenkmal zu ID-Nr. 09300912) | Straße der Jugend (Karte)                                | Nach 1871                                                                                 | Einzeldenkmal der Sachgesamtheit Kirche und Kirchhof Taubenheim, Obelisk | 09252517 |
| Direkt Bild zu diesem Denkmal hochladen | Einfriedungsmauer des Kirchhofs (Einzeldenkmal zu ID-Nr. 09300912) | Straße der Jugend (Karte)                                | 1645                                                                                      | Einzeldenkmal der Sachgesamtheit Kirche und Kirchhof Taubenheim | 09252517 |
|                                         | Pfarrhaus | Straße der Jugend 4 (Karte)                              | Bezeichnet mit 1795                                                                       | Baugeschichtlich und ortsgeschichtlich von Bedeutung, massiver Bau mit Granitgewänden, Korbbogenportal, Krüppelwalmdach mit Schieferdeckung, Lage: auf dem Pfarrberg neben Kirche und Kirchhof | 09252521 |
| Direkt Bild zu diesem Denkmal hochladen | Wohnstallhaus (Umgebinde) | Wassergrundring 10 (Karte)                               | Um 1850                                                                                   | Obergeschoss Fachwerk verbrettert, baugeschichtlich von Bedeutung, Blockstube verschalt, Obergeschoss und Giebel zum Teil verbrettert, zum Teil Sichtfachwerk, profilierte Holzfenstergewände | 09252576 |
| Direkt Bild zu diesem Denkmal hochladen | Wohnstallhaus | Wassergrundring 22 (Karte)                               | 2. Hälfte 19. Jahrhundert, im Kern vermutlich älter                                       | Obergeschoss Fachwerk verbrettert, exponierte Lage, eines der wenigen original erhaltenen Gebäude im Wassergrund, baugeschichtlich von Bedeutung | 09252573 |
| Direkt Bild zu diesem Denkmal hochladen | Wohnstallhaus (Umgebinde) und Scheune eines Bauernhofes | Wassergrundring 49 (Karte)                               | Bezeichnet mit 1780                                                                       | Singulär im Wassergrund, baugeschichtlich von Bedeutung, Wohnstallhaus: Umgebinde und Blockstube verschalt, Stube sehr niedrig, Giebel und Obergeschoss verbrettert, Struktur original erhalten, Anwesen stand bis 2002 irrtümlich unter „Wassergrundring 48“ in der Denkmalliste | 09252575 |
| Direkt Bild zu diesem Denkmal hochladen | Wohnstallhaus (Umgebinde) mit integrierter Scheune | Wassergrundring 50 (Karte)                               | Um 1900                                                                                   | Obergeschoss Fachwerk verschiefert, baugeschichtlich von Bedeutung, Blockstube verschalt, ansonsten ausgemauert (Klinker), Obergeschoss und Giebel verschiefert | 09252574 |
| Direkt Bild zu diesem Denkmal hochladen | Wohnstallhaus mit originaler Einfriedung | Zumpeweg 2 (Karte)                                       | Um 1750                                                                                   | Obergeschoss Fachwerk verbrettert, baugeschichtlich von Bedeutung, dekorative Verbretterung, unter Giebelfirst Blitzschlange | 09252545 |
| Weitere Bilder                          | Wohnstallhaus (Umgebinde) der ehemaligen Obermühle | Zumpeweg 3 (Karte)                                       | Um 1850, im Kern älter                                                                    | Obergeschoss Fachwerk, mit Backstube, Fachwerkteil, Granittürgewände, alter Haustür, Granittreppenaufgang, straßenbildprägend, ortshistorisch von Bedeutung als Wohnhaus des Richard-Wagner-Mitarbeiters Hermann Zumpe (1850–1903) | 09252544 |
| Direkt Bild zu diesem Denkmal hochladen | Wohnstallhaus (Umgebinde) | Zumpeweg 4 (Karte)                                       | 2. Hälfte 19. Jahrhundert                                                                 | Doppelstubenhaus, Obergeschoss Fachwerk verbrettert, baugeschichtlich von Bedeutung, rechts 3/6/3 Joche, Obergeschoss und Giebel verbrettert, sechsfeldrige Fenster erhalten, Granittürgewände | 09252543 |

## Wehrsdorf
| Bild                                    | Bezeichnung | Lage                                 | Datierung                                                                            | Beschreibung | ID       |
| --------------------------------------- | --- | ------------------------------------ | ------------------------------------------------------------------------------------ | --- | -------- |
|                                         | Denkmalschutzgebiet Ortslage Wehrsdorf (vorgeschlagen) | (Karte)                              |                                                                                      | Denkmalschutzgebiet Ortslage Wehrsdorf | 09300925 |
| Direkt Bild zu diesem Denkmal hochladen | Wohnstallhaus (Umgebinde) | Alter Grenzweg 1 (Karte)             | 2. Hälfte 19. Jahrhundert                                                            | Obergeschoss Fachwerk verschiefert, baugeschichtlich von Bedeutung, Obergeschoss und Giebel zweifarbig verschiefert | 09252159 |
| Direkt Bild zu diesem Denkmal hochladen | Wohnhaus (Umgebinde) | Am Hang 1 (Karte)                    | 1. Hälfte 19. Jahrhundert                                                            | Doppelstubenhaus mit Drempel, baugeschichtlich und sozialgeschichtlich von Bedeutung, Giebel verschiefert, Satteldach mit Schieferdeckung, ehemaliges Weberhaus | 09252407 |
| Direkt Bild zu diesem Denkmal hochladen | Wohnstallhaus (Umgebinde) und Scheune eines Zweiseithofes | Am Hang 2 (Karte)                    | Bezeichnet mit 1804                                                                  | Obergeschoss Fachwerk, ursprünglich erhalten, prägnante Lage, straßen- und ortsbildprägend von Bedeutung, Giebel verschiefert, Granittürgewände mit Schlussstein, Granitfenstergewände, originale Fenster, Krüppelwalmdach | 09252414 |
| Direkt Bild zu diesem Denkmal hochladen | Wohnhaus (Umgebinde) eines Zweiseithofes | Am Hang 3 (Karte)                    | 2. Hälfte 19. Jahrhundert                                                            | Obergeschoss Fachwerk verschiefert, baugeschichtlich von Bedeutung, Obergeschoss verbrettert | 09252415 |
| Direkt Bild zu diesem Denkmal hochladen | Wohnstallhaus (Umgebinde) | Am Waldrand 1 (Karte)                | Um 1870                                                                              | Obergeschoss Fachwerk verschiefert, baugeschichtlich von Bedeutung, Frackdach, Blockstube mit Schieber erhalten, originale Fenstergrößen, Dach mit Rotschiefer | 09252034 |
| Direkt Bild zu diesem Denkmal hochladen | Wohnstallhaus und Scheune mit integriertem Taubenhaus eines Zweiseithofes | Am Waldrand 5 (Karte)                | Bezeichnet mit 1798                                                                  | Wohnstallhaus Obergeschoss Fachwerk verschiefert, exponierte Lage, originaler Zustand, ortsbildprägend von Bedeutung, mit Seitengiebel über Stall, Fenster in originaler Größe, Granitportal (Korbbogen), Scheune mit integriertem Taubenhaus | 09252033 |
| Weitere Bilder                          | St.-Trinitatis-Kirche und Kirchhof (Sachgesamtheit) | August-Matthes-Weg (Karte)           | 1725–1920                                                                            | Sachgesamtheit St.-Trinitatis-Kirche und Kirchhof mit folgenden Einzeldenkmalen: Kirche, Kriegerdenkmal für die Gefallenen des Ersten Weltkrieges, ein Grufthaus, 21 Grabmale, 5 Grabanlagen und Kirchhofseinfriedung (siehe Obj. 09252385) sowie Kirchhofsgestaltung durch Lindenallee und Lindenrondell = Gartendenkmal; ortsgeschichtlich von Bedeutung. Mit dem Bau der Kirche 1725 wurde der terrassenförmige Kirchhof angelegt und die erste Bestattung vorgenommen. 1881 erfuhr der Kirchhof eine Erweiterung. | 09300922 |
| Weitere Bilder                          | Kirche (Einzeldenkmal zu ID-Nr. 09303909) | August-Matthes-Weg (Karte)           | 1725 (Kirche); 1859 (Westturm)                                                       | Einzeldenkmal der Sachgesamtheit St.-Trinitatis-Kirche und Kirchhof; künstlerisch und ortsgeschichtlich von Bedeutung, Saalkirche, flachgedeckt, mit zweigeschossigen Holzemporen und 3/6-Schluss (dieser von Altarwand verdeckt), Kanzelaltar 1725, mit Abendmahlsrelief. Auf einem Hügel stehende stattliche barocke Saalkirche, 1725 erbaut. 1788 mit dem Einbau des Singechores neue Ostwand vor dem Chorschluss und 1800 Einfügung der Emporen. 1859 Fertigstellung des Westturmes. Restaurierungen 1925 (innen), 1939 (außen), 1975 (innen). Putzbau mit 3/6–Chorschluss und hohem Satteldach mit Fledermausgaupen, Stichbogenfenster mit Schlussstein. Der durch einen Treppengiebel abgesetzte Westanbau mit Rundbogenfenstern und -portalen, die Gewände mit Pilastern und floralen Motiven geschmückt. Fünfgeschossiger Turm mit zurückgesetztem polygonalem Glockenstuhl, geschweifter Haube und Laterne. Flach gedeckter Saal mit zweigeschossigen schlichten Holzemporen an drei Seiten. An der Nordwand des Altarraumes eine Loge, die Holzbrüstung mit goldgefassten Blumen. Im Osten eine eingestellte Wand mit zwei Durchgängen, darüber eine durchgehende Balustrade vor dem ehemaligen Singechor. An der Nord- und Südseite des Altarraumes Buntglasfenster, Auferstehung und Himmelfahrt, bezeichnet 1902, von Richard Schlein. Ausstattung: Prachtvoller, teils vergoldeter Kanzelaltar aus Holz, bezeichnet mit 1731. Predella mit einem Abendmahlsrelief, zwischen Säulen mit Kompositkapitellen ein geschweifter, polygonaler Kanzelkorb mit Pflanzenornamenten und einem Relief mit dem Schweißtuch der Veronika, eingerahmt von üppigen Blumengehängen und Lambrequins. An den Außenseiten der Säulen auf seitlichen Konsolen Petrus und Paulus mit bewegten Gewändern. Abschließend gesprengter Giebel mit schwerem seitlichem Pflanzenwerk, zwischen Putten mit Kreuz und Herz Gottvater auf Wolken. Zierliche kelchförmige Holztaufe mit Blattornamenten, farbig gefasst, Mitte 19. Jahrhundert vom Tischler Johann Carl August Tietze gefertigt. Eule-Orgel von 1894, der Prospekt in klassizistischen Formen. Auf dem Kirchhof eine Gruft in den Formen des Klassizismus, Ende 19. Jahrhundert. | 09252385 |
| Weitere Bilder                          | Kriegerdenkmal für die Gefallenen des Ersten Weltkrieges (Einzeldenkmal zu ID-Nr. 09303909)                                                                                                 | August-Matthes-Weg (Karte)           | Nach 1918, nach 1945                                                                 | Einzeldenkmal der Sachgesamtheit St.-Trinitatis-Kirche und Kirchhof; künstlerisch und ortsgeschichtlich von Bedeutung | 09252385 |
| Weitere Bilder                          | Grufthaus (Einzeldenkmal zu ID-Nr. 09303909) | August-Matthes-Weg (Karte)           | 2. Hälfte 19. Jahrhundert                                                            | Einzeldenkmal der Sachgesamtheit St.-Trinitatis-Kirche und Kirchhof; künstlerisch und ortsgeschichtlich von Bedeutung, im Stil der Neorenaissance | 09252385 |
| Weitere Bilder                          | 21 Grabmale (Einzeldenkmal zu ID-Nr. 09303909) | August-Matthes-Weg (Karte)           | 1725–1920                                                                            | Einzeldenkmale der Sachgesamtheit St.-Trinitatis-Kirche und Kirchhof; künstlerisch und ortsgeschichtlich von Bedeutung. - Grabmal Johanne Christine Juliane geb. Böhme, geb. 1803, gest. 1838 (Frau von Guts- und Leinwandfabrikbesitzer Johann Gottlob Böhme) und Juliane Köhler geb. Böhme, geb. 1832, gest. 1905, - Grabmal Johann Christoph Böhme, geb. 1763 (?), gest. 1806 (?) und Johanne Elisabeth Böhme, geb. Knoblauch, geb. 1763, gest. 1823 - Grabmal mit zwei Kartuschen, Christoph Böhme, gest. 1887 - Grabmal J.C.W. Böhme geb. Böhme, geb. 1824, gest. 1874 und Johann Gottlob Böhme, geb. 1819, gest. 1892 - Grabmal Daniel Böhme, geb. 1739, gest. 1815 und Johanna Elisabeth geb. Zäutern (?), geb. 1747, gest. 1829 - neogotisches Grabmal Curt Emil (?), mit Relief eines trauernden Engel, 19. Jahrhundert - stark angewittertes barockes Grabmal - Grabmal Pastor Carl Heinr. Zistel, geb. 1821, gest. 1856 - Grabmal der Fam. Böhme, Inschrift stark angewittert, 1. Hälfte 19. Jahrhundert - neogotisches Grabmal Julius Alexander Dünnebier, 19. Jahrhundert - Grabkreuz mit Gewandtrapierung, 2. Hälfte 19. Jahrhundert - Grabkreuz mit Gewandtrapierung, 2. Hälfte 19. Jahrhundert - Grabmal Carl Gottlieb Frode, gest. 1828 - Grabmal an der Kirchenwand: Johann George Geißler, geb. 1738, gest. 1820, Schulmeister, Gerichtsschreiber und Chronist - Grabkreuz mit Gewandtrapierung, 1. Hälfte 19. Jahrhundert - Grabmal Johann Gottlob Böhme, geb. 1783, gest. 1861 - Grabmal Ernestine Caroline Böhme geb. Kleinhempel und Eugenie Böhme, geb. 1811, gest. 186(?) - Grabmal Alfred Böhme, geb. 1871, gest. 1920, Grabmale 19, 20, und 21 sind in einer Grabanlage zusammengefasst und durch einen schmiedeeisernen Zaun eingefasst - Grabplatte für Dorothea Marschnerin geb. Richterin, geb. 1666, gest. 1725, ältester Grabstein auf dem Kirchhof - Grabmal der Familie Hermann Paul Augst, geb. 1862, gest. 1919, mit Plastik einer Trauernden - Grabmal Familie Gottlob Augst, geb. 1853, gest. 1918 - Grabmal Carl Gottl. Imm. Böhme, geb. 1822, gest. 1870 | 09252385 |
| Weitere Bilder                          | 5 Grabanlagen (Einzeldenkmal zu ID-Nr. 09303909) | August-Matthes-Weg (Karte)           | 19. Jahrhundert (Grabanlage)                                                         | Einzeldenkmale der Sachgesamtheit St.-Trinitatis-Kirche und Kirchhof; künstlerisch und ortsgeschichtlich von Bedeutung. - Grabanlage an der Kirchmauer mit Granitsteineinfriedung und zwei Grabmalen: links Johanne Christianer Böhme (?), rechts biedermeierliches Grabmal mit zwei verwitterten Medaillons, 1. Hälfte 19. Jahrhundert - Grabanlage an der Kirchmauer mit Granitsteineinfriedung und Grabmal der Johanne Rosine Richter geb. Mann, geb. 1814, gest. 1849 - Grabanlage an der Kirchmauer mit Granitsteineinfriedung und Grabmal des Johan Gottlob Augst (?), geb. 1768, gest. 1825 - Grabanlage mit angewittertem klassizistischem Grabmal, Relief mit Engel, 1. Drittel 19. Jahrhundert - Grabanlage mit schmiedeeiserner Einfriedung, Grabstein mit Kreuz völlig zugewachsen | 09252385 |
| Weitere Bilder                          | Kirchhofseinfriedung (Einzeldenkmal zu ID-Nr. 09303909) | August-Matthes-Weg (Karte)           | 1725                                                                                 | Einzeldenkmal der Sachgesamtheit St.-Trinitatis-Kirche und Kirchhof; künstlerisch und ortsgeschichtlich von Bedeutung, Kirchhofseinfriedungsmauer aus großen Bruchsteinen mit zwei Holztoren und einem Metalltor | 09252385 |
| Weitere Bilder                          | Wohnstallhaus (Umgebinde) mit Granittrog | August-Matthes-Weg 1 (Karte)         | 1. Hälfte 19. Jahrhundert                                                            | Obergeschoss Fachwerk verbrettert, baugeschichtlich und sozialgeschichtlich von Bedeutung, stark verändert | 09252075 |
| Direkt Bild zu diesem Denkmal hochladen | Wohnstallhaus (Umgebinde) | August-Matthes-Weg 8 (Karte)         | Bezeichnet mit 1852                                                                  | Obergeschoss und Giebel Fachwerk, zweifarbig ornamental verschiefert, baugeschichtlich von Bedeutung, profilierte Umgebinde-Säulen | 09252163 |
| Direkt Bild zu diesem Denkmal hochladen | Wohnstallhaus (ohne Scheunenanbau), Granittrog, Granitbank und Hauslinde (Zoseleisertsches Gehöft)                                                                                          | August-Matthes-Weg 10 (Karte)        | Bezeichnet mit 1754 (Portal), 2. Hälfte 18. Jahrhundert; bezeichnet mit 1800 (Trog)  | Obergeschoss Fachwerk, sehr stattlicher Bau, straßen- und ortsbildprägend, sozialgeschichtlich und baugeschichtlich von Bedeutung, Fachwerk, verbrettert, mit zwei Korbbogenportalen und Granitgewänden, Satteldach | 09252207 |
| Direkt Bild zu diesem Denkmal hochladen | Umgebindeteil eines Wohnhauses und Granittrog | August-Matthes-Weg 20 (Karte)        | 2. Hälfte 18. Jahrhundert                                                            | Eingeschossig, profilierte Umgebinde-Säulen, Giebel, zweifarbig verschiefert, baugeschichtlich und sozialgeschichtlich von Bedeutung | 09252249 |
| Direkt Bild zu diesem Denkmal hochladen | Wohnhaus (Umgebinde) | August-Matthes-Weg 24 (Karte)        | 1. Hälfte 19. Jahrhundert                                                            | Baugeschichtlich von Bedeutung, Giebel verschiefert, unterkellert | 09252371 |
| Direkt Bild zu diesem Denkmal hochladen | Wohnstallhausmit auskragender Oberlaube | August-Matthes-Weg 30 (Karte)        | 2. Hälfte 18. Jahrhundert                                                            | Obergeschoss Fachwerk verschiefert, Beispiel für ursprüngliche Ortsbebauung, baugeschichtlich von Bedeutung, mit auskragender Oberlaube, Blockstube vorhanden, Erdgeschoss Veränderungen | 09252432 |
| Weitere Bilder                          | Wohnstallhaus (Umgebinde) sowie Scheune eines Zweiseithofes | Dresdener Straße 5 (Karte)           | 2. Hälfte 19. Jahrhundert                                                            | Wohnstallhaus Obergeschoss und Giebel Fachwerk, straßenbildprägend, baugeschichtlich von Bedeutung | 09252378 |
| Direkt Bild zu diesem Denkmal hochladen | Wohnhaus in offener Bebauung, mit Handschwengelpumpe | Dresdener Straße 10 (Karte)          | Um 1800                                                                              | Obergeschoss Fachwerk verbrettert, stattliches Gebäude, ursprünglich erhalten, orts- und straßenbildprägend von Bedeutung, Giebel verbrettert, Satteldach | 09252377 |
| Direkt Bild zu diesem Denkmal hochladen | Wohnhaus (Umgebinde) | Dresdener Straße 19 (Karte)          | 2. Hälfte 19. Jahrhundert, im Kern älter                                             | Baugeschichtlich von Bedeutung, ursprünglich eingeschossig, Obergeschoss und Giebel zweifarbig verschiefert, Frackdach, Sonnengiebel | 09252146 |
| Direkt Bild zu diesem Denkmal hochladen | Wohnhaus (Umgebinde) | Dresdener Straße 23 (Karte)          | Ende 19. Jahrhundert                                                                 | Obergeschoss Fachwerk verbrettert, baugeschichtlich von Bedeutung, Obergeschoss und Giebel verbrettert | 09252154 |
|                                         | Wohnhaus (Umgebinde) | Dresdener Straße 24 (Karte)          | 1. Hälfte 19. Jahrhundert                                                            | Baugeschichtlich und sozialgeschichtlich von Bedeutung, eingeschossig, Blockstube | 09252338 |
|                                         | Wohnhaus (Umgebinde) | Dresdener Straße 25 (Karte)          | 2. Hälfte 19. Jahrhundert                                                            | Ohne Anbau, Obergeschoss und Giebel Fachwerk, zweifarbig verschiefert, straßenbildprägend, baugeschichtlich und sozialgeschichtlich von Bedeutung, Granittürgewände, Dachhecht, Schieferdeckung | 09252160 |
| Weitere Bilder                          | Wohnhaus (Umgebinde) in halboffener Bebauung | Dresdener Straße 27 (Karte)          | 2. Hälfte 19. Jahrhundert                                                            | Obergeschoss Fachwerk verschiefert, straßenbildprägend, baugeschichtlich von Bedeutung, Obergeschoss und Giebel verkleidet | 09252161 |
|                                         | Wohnhaus (Umgebinde) | Dresdener Straße 31 (Karte)          | Um 1800                                                                              | Straßenbildprägend, baugeschichtlich von Bedeutung, eingeschossig, mit Dachhecht | 09252162 |
| Direkt Bild zu diesem Denkmal hochladen | Granittrog | Dresdener Straße 32 (hinter) (Karte) | 19. Jahrhundert                                                                      | Sozialgeschichtlich von Bedeutung | 09252092 |
| Direkt Bild zu diesem Denkmal hochladen | Granittürstock mit Schlussstein | Dresdener Straße 37 (Karte)          | Bezeichnet mit 1763 (Schlussstein)                                                   | Baugeschichtlich von Bedeutung | 09252110 |
| Weitere Bilder                          | Wohnhaus (Umgebinde), mit Sonnenuhr (Altes Doktorhaus) | Dresdener Straße 38 (Karte)          | Bezeichnet mit 1849                                                                  | Repräsentativ, Obergeschoss Sichtfachwerk, eines der prachtvollsten Häuser im Ort, baugeschichtlich und straßenbildprägend von Bedeutung, Granittürstock mit Sonnenuhr, drei Bogenfenster im Giebel, „Knaggen“-Verzierung an der Traufe, Dachhecht, Krüppelwalmdach | 09252107 |
|                                         | Wohnhaus (Umgebinde) | Dresdener Straße 40 (Karte)          | Mitte 18. Jahrhundert                                                                | Vermutlich Weberhaus, baugeschichtlich und sozialgeschichtlich von Bedeutung, Giebel Fachwerk, einfache, alte Umgebindeform mit zum Teil großer Spannweite, Fenster Originalgröße, Schieferdeckung, Krüppelwalmdach | 09252055 |
|                                         | Fabrikantenvilla mit originaler Einfriedung (Steinvilla) | Dresdener Straße 41 (Karte)          | Um 1880                                                                              | Straßenbildprägend und ortsgeschichtlich von Bedeutung, Gurtgesimse, ornamentierter Trauffries, seltene, spinnenwebartige Putzstruktur, gegiebelter Mittelrisalit, einige kleine gotisierende Elemente, Einfriedung mit kunstvollem, floral gestalteten Schmiedeeisen | 09252054 |
| Weitere Bilder                          | Wohnhaus (Umgebinde) | Dresdener Straße 44 (Karte)          | Um 1800                                                                              | Ehemaliges Weberhaus, baugeschichtlich und sozialgeschichtlich von Bedeutung, oben verschiefert (im Giebel ornamental), Fenstergröße original | 09252052 |
| Weitere Bilder                          | Wohnstallhaus (Umgebinde) mit Wohnanbauten, davor Pestkreuz | Dresdener Straße 45 (Karte)          | Um 1800 (Wohnstallhaus); bezeichnet mit 1502 (Pestkreuz)                             | Obergeschoss Fachwerk, zeigt interessante bauliche Entwicklung im Zeitraum von ca. 100 Jahren, baugeschichtlich und straßenbildprägend von Bedeutung, Wohnstallhaus: Obergeschoss Sichtfachwerk, Fenster im Obergeschoss des Wohnstallhauses in originaler Größe | 09252050 |
|                                         | Wohnhaus (Umgebinde) | Dresdener Straße 48 (Karte)          | 2. Hälfte 18. Jahrhundert                                                            | Ehemaliges Weberhaus, baugeschichtlich und sozialgeschichtlich von Bedeutung | 09252046 |
| Direkt Bild zu diesem Denkmal hochladen | Wohnhaus | Dresdener Straße 49 (Karte)          | Um 1800                                                                              | Obergeschoss Sichtfachwerk, baugeschichtlich und straßenbildprägend von Bedeutung, differenzierte Fachwerkstruktur im Giebel, Obergeschoss-Fenster in Originalgröße | 09252031 |
| Weitere Bilder                          | Wohnhaus (Umgebinde) | Dresdener Straße 50 (Karte)          | Mitte 18. Jahrhundert                                                                | Beispiel für ursprüngliche Ortsbebauung, baugeschichtlich und straßenbildprägend von Bedeutung, einstöckig, Giebel teils Sichtfachwerk, teils verbrettert, Umgebindeteil gut erhalten, Umgebinde zum Teil weitjochig, Fenster teilweise verändert | 09252028 |
| Weitere Bilder                          | Wohnstallhaus (Umgebinde) und Gedenkstein | Dresdener Straße 51 (Karte)          | Bezeichnet mit 1820                                                                  | Obergeschoss Fachwerk, Geburtshaus des Mundartdichters August Matthes, baugeschichtlich und ortsgeschichtlich von Bedeutung, Wohnstallhaus: Umgebinde-Stützen profiliert, Blockstube entfernt und ausgemauert, Obergeschoss Fachwerk, verbrettert, Giebel gefächert, mit stilisierter Blitzschlange, Türstock Granit, alte Haustür, Fenster im Obergeschoss in originaler Größe | 09252024 |
| Weitere Bilder                          | Wohnhaus (Umgebinde) | Dresdener Straße 54 (Karte)          | 2. Hälfte 19. Jahrhundert                                                            | Obergeschoss Fachwerk verschiefert, baugeschichtlich von Bedeutung, Giebel mit Drillingsfenstern, Fenster in originaler Größe, Schieferdeckung | 09251905 |
| Direkt Bild zu diesem Denkmal hochladen | Wohnhaus (Umgebinde) | Eduard-Kauffer-Weg 1 (Karte)         | 2. Hälfte 19. Jahrhundert, im Kern älter                                             | Obergeschoss Fachwerk verschiefert, baugeschichtlich von Bedeutung, Frackdach | 09252397 |
| Direkt Bild zu diesem Denkmal hochladen | Wohnhaus (Umgebinde) ohne hinteren Anbau | Eduard-Kauffer-Weg 4 (Karte)         | 1. Hälfte 19. Jahrhundert                                                            | Beispiel für ursprüngliche Auenbebauung, baugeschichtlich von Bedeutung, ursprünglich eingeschossiger Baukörper mit dreijochigem Umgebindeteil und massivem Teil, mit Satteldach, nachträglich stark verändert durch Aufstockung mit abgeschlepptem Dach im massiven Teil, Giebel verschiefert | 09252381 |
| Direkt Bild zu diesem Denkmal hochladen | Wohnstallhaus (Umgebinde) | Eduard-Kauffer-Weg 14 (Karte)        | Um 1850                                                                              | Obergeschoss Sichtfachwerk, baugeschichtlich von Bedeutung, Frackdach, Granittürstock | 09252396 |
| Direkt Bild zu diesem Denkmal hochladen | Wohnhaus (Umgebinde) | Eduard-Kauffer-Weg 15 (Karte)        | 1. Hälfte 19. Jahrhundert                                                            | Obergeschoss Fachwerk verschiefert, baugeschichtlich von Bedeutung | 09252391 |
| Direkt Bild zu diesem Denkmal hochladen | Wohnstallhaus | Eduard-Kauffer-Weg 16 (Karte)        | Um 1800                                                                              | Obergeschoss Sichtfachwerk, baugeschichtlich von Bedeutung, durch zentrale Lage ortsbildprägend, Krüppelwalmdach | 09252395 |
| Direkt Bild zu diesem Denkmal hochladen | Wohnhaus (Umgebinde) | Eduard-Kauffer-Weg 17 (Karte)        | 2. Hälfte 18. Jahrhundert                                                            | Trotz erheblicher Veränderungen noch in seinen Proportionen typisch für die ursprüngliche Auenbebauung, baugeschichtlich von Bedeutung | 09252390 |
| Direkt Bild zu diesem Denkmal hochladen | Wohnhaus (Umgebinde) | Eduard-Kauffer-Weg 19 (Karte)        | Ende 18. Jahrhundert                                                                 | Baugeschichtlich und sozialgeschichtlich von Bedeutung, eingeschossig | 09252469 |
| Direkt Bild zu diesem Denkmal hochladen | Wohnhaus (Umgebinde) | Fichtestraße 1 (Karte)               | Bezeichnet mit 1832                                                                  | Obergeschoss Fachwerk, verbrettert und verziert, ohne Anbau/Laden, ortsbildprägend und baugeschichtlich von Bedeutung, stattliches Gebäude, Umgebinde mit profilierten Säulen, Giebel verschiefert, Krüppelwalmdach mit Fledermausgaupen, Granittürstock | 09252466 |
| Weitere Bilder                          | Wohnstallhaus (Umgebinde) eines Zweiseithofes | Fichtestraße 8 (Karte)               | Anfang 19. Jahrhundert                                                               | Ohne Anbau, Obergeschoss und Giebel Sichtfachwerk, prägnante Lage, ortsbildprägend und baugeschichtlich von Bedeutung, Lehmausfachung, Krüppelwalmdach mit Hechtgaupe | 09252465 |
| Direkt Bild zu diesem Denkmal hochladen | Wohnstallhaus (Umgebinde) und Scheune (Blockbauweise) eines Zweiseithofes | Fichtestraße 13 (Karte)              | Um 1850                                                                              | Wohnstallhaus Obergeschoss Fachwerk, baugeschichtlich und sozialgeschichtlich von Bedeutung, Wohnstallhaus: Obergeschoss und Giebel Sichtfachwerk, kleiner Dachhecht | 09252463 |
| Direkt Bild zu diesem Denkmal hochladen | Wohnstallhaus (Umgebinde) und zwei Scheunen eines Dreiseithofes, mit alter Pflasterung und Handschwengelpumpe                                                                               | Fichtestraße 14 (Karte)              | Bezeichnet mit 1842                                                                  | Wohnstallhaus Obergeschoss Fachwerk, weitgehend authentisch erhaltene Bauten von ortsbildprägender und baugeschichtlicher Bedeutung, Wohnstallhaus: Blockstube, Obergeschoss Sichtfachwerk, Granitgewände, mit originalen Fenstern, Satteldach, große Scheune mit hohem Originalitätsgrad innen und außen, kleine Scheune teils massiv und teils holzverbrettert, ebenfalls unverändert, kleinformatiges Granitpflaster im Hof und Pumpe mit hölzerner Ummantelung und Steindeckern als Abdeckung des Brunnenschachtes | 09252464 |
| Direkt Bild zu diesem Denkmal hochladen | Wohnstallhaus (Umgebinde) | Fichtestraße 17 (Karte)              | Um 1850                                                                              | Ohne Anbau über Eck, Wohnstallhaus Obergeschoss Sichtfachwerk, straßenbildprägend und baugeschichtlich von Bedeutung, Frackdach | 09252462 |
| Direkt Bild zu diesem Denkmal hochladen | Umgebindeteil eines Wohnhauses | Fichtestraße 18 (Karte)              | Um 1850                                                                              | Straßenbildprägend und baugeschichtlich von Bedeutung, Giebel mit Sichtfachwerk, Frackdach | 09252461 |
| Direkt Bild zu diesem Denkmal hochladen | Wohnstallhaus (Umgebinde) und Scheune (Fachwerk/Langständer) eines Zweiseithofes | Fichtestraße 27 (Karte)              | Bezeichnet mit 1822                                                                  | Wohnstallhaus Obergeschoss Fachwerk, ursprünglich erhalten, baugeschichtlich und ortsbildprägend von Bedeutung, Wohnstallhaus: Granitgewände, Satteldach, Schieferdeckung | 09252423 |
| Direkt Bild zu diesem Denkmal hochladen | Wohnstallhaus (Umgebinde) und Scheune eines Zweiseithofes | Fichtestraße 29 (Karte)              | Anfang 19. Jahrhundert                                                               | Wohnstallhaus Obergeschoss Fachwerk, zweifarbig verschiefert, baugeschichtlich und ortsbildprägend von Bedeutung, Blockstube | 09252422 |
| Direkt Bild zu diesem Denkmal hochladen | Wohnstallhaus (Umgebinde) und Scheune (Fachwerk) eines Zweiseithofes mit Granittrog | Fichtestraße 31 (Karte)              | 1747, später Veränderungen                                                           | Wohnstallhaus Obergeschoss Fachwerk, ursprünglich in der Struktur erhalten, orts- und straßenbildprägend von Bedeutung, Wohnstallhaus: Blockstube, Obergeschoss und Giebel Fachwerk, Granitgewände, Satteldach, Schieferdeckung | 09252421 |
| Direkt Bild zu diesem Denkmal hochladen | Wohnstallhaus und Scheune eines Zweiseithofes | Fichtestraße 33 (Karte)              | Bezeichnet mit 1849                                                                  | Wohnstallhaus Obergeschoss Sichtfachwerk, über Eck gebaut, baugeschichtlich und sozialgeschichtlich von Bedeutung, Granitgewände, Krüppelwalmdach, Schieferdeckung | 09252420 |
| Direkt Bild zu diesem Denkmal hochladen | Wohnstallhaus (ehemals Umgebindehaus) und Scheune eines Zweiseithofes | Fichtestraße 35 (Karte)              | 1. Hälfte 19. Jahrhundert                                                            | Wohnstallhaus Obergeschoss Fachwerk, straßenbildprägend und baugeschichtlich von Bedeutung, Fachwerk im Obergeschoss und Giebel, Scheune über Eck gebaut, Fachwerk zum Teil verletzt durch Balkon, Krüppelwalmdach, einfache Biberschwanzdeckung | 09252419 |
| Direkt Bild zu diesem Denkmal hochladen | Färbe; Wohnstallhaus (Umgebinde) | Fichtestraße 39 (Karte)              | Bezeichnet mit 1834                                                                  | Wohnstallhaus Obergeschoss und Giebel Fachwerk, ursprünglich erhalten, prägnante Lage in Aue, baugeschichtlich und ortsgeschichtlich von Bedeutung, Krüppelwalmdach mit Fledermausgaupen, Granitgewände, einfache Biberschwanzdeckung | 09252413 |
| Direkt Bild zu diesem Denkmal hochladen | Wohnstallhaus | Fichtestraße 41 (Karte)              | Bezeichnet mit 1865                                                                  | Wohnstallhaus Obergeschoss und Giebel Fachwerk, verschiefert, straßenbildprägend und baugeschichtlich von Bedeutung, Schieferdeckung ursprünglich erhalten | 09252412 |
| Direkt Bild zu diesem Denkmal hochladen | Wohnhaus (Umgebinde) | Fichtestraße 44 (Karte)              | Um 1800                                                                              | Baugeschichtlich von Bedeutung, profilierte Umgebinde-Säulen, Giebel verschiefert, Krüppelwalm-Mansarddach | 09252411 |
| Direkt Bild zu diesem Denkmal hochladen | Pfarrhaus (Umgebinde?) und Scheune des Pfarrhofs, davor Granittrog und Granitfreitreppe, zwei Blitzableiter                                                                                 | Geißlerweg 1 (Karte)                 | Bezeichnet mit 1817                                                                  | Pfarrhaus Obergeschoss Fachwerk, Krüppelwalmdach und Fledermausgaupen in zwei Reihen übereinander, ortshistorisch, baugeschichtlich und sozialgeschichtlich von Bedeutung. Pfarrhaus: Obergeschoss Fachwerk, verbrettert, im Giebel Sichtfachwerk, zwei sehr schöne historische schmiedeeiserne Blitzableiter und mehrstufige Granittreppe vor dem Haus. Der rechtwinklige Anbau an das Wohnhaus ist abgebrochen worden und als Neubau ersetzt, die darunter befindlichen alten Gewölbekeller sind erhalten, die Scheune ebenfalls abgebrochen. | 09252384 |
| Direkt Bild zu diesem Denkmal hochladen | Pfarrhaus | Geißlerweg 2 (Karte)                 | Um 1830, im Kern älter                                                               | Wohnstallhaus Obergeschoss Fachwerk verbrettert, repräsentativ, baugeschichtlich von Bedeutung, Krüppelwalmdach mit Fledermausgaupen, Erdgeschoss Granitgewände | 09252383 |
|                                         | Trockenturm | Geißlerweg 3 (Karte)                 | 1858                                                                                 | Darre aus Granit-Haustein, durch Material und Größe im Ortsbild singulär, technikgeschichtlich von Bedeutung | 09252387 |
| Direkt Bild zu diesem Denkmal hochladen | Wohnstallhaus (Umgebinde) und Scheune eines Bauernhofes | Geißlerweg 8 (Karte)                 | Bezeichnet mit 1827                                                                  | Wohnstallhaus Obergeschoss Fachwerk verbrettert, ursprünglich erhaltenes Beispiel für eine Wirtschaft zu der Waldhufe hin, baugeschichtlich und sozialgeschichtlich von Bedeutung, Wohnstallhaus: Umgebinde mit profilierten Stützen, zum Tal hin Sichtfachwerk, Krüppelwalmdach mit Fledermausgaupen, zwei Granitportale mit Schlussstein | 09252388 |
| Weitere Bilder                          | Wohnstallhaus (Umgebinde) | Geißlerweg 12 (Karte)                | Anfang 19. Jahrhundert                                                               | Wohnstallhaus Sichtfachwerk im Obergeschoss und Giebel, baugeschichtlich und sozialgeschichtlich von Bedeutung, Krüppelwalmdach, Schieferdeckung | 09252473 |
| Direkt Bild zu diesem Denkmal hochladen | Scheune eines Zweiseithofes | Geißlerweg 14 (Karte)                | 1862 (nach Auskunft)                                                                 | Verbretterte Holzkonstruktion, ursprünglich erhalten, baugeschichtlich von Bedeutung, Schieferdeckung, verbrettert | 09252402 |
| Direkt Bild zu diesem Denkmal hochladen | Wohnstallhaus (Umgebinde) | Geißlerweg 18 (Karte)                | Um 1850                                                                              | Wohnstallhaus Obergeschoss und Giebel Fachwerk, zweifarbig verschiefert, Blockstube, baugeschichtlich von Bedeutung | 09252404 |
| Direkt Bild zu diesem Denkmal hochladen | Wohnstallhaus (Umgebinde) und zwei Scheunen (ohne Anbau) | Geißlerweg 24 (Karte)                | Bezeichnet mit 1854                                                                  | Ohne Anbau, Wohnstallhaus Obergeschoss und Giebel Fachwerk, mit Blockstube, baugeschichtlich von Bedeutung, straßenbildprägend, im Giebel Drillingsfenster, Krüppelwalmdach mit Fledermausgaupe, einfache Biberschwanzdeckung | 09252403 |
| Direkt Bild zu diesem Denkmal hochladen | Wohnstallhaus (Umgebinde) | Geißlerweg 26 (Karte)                | Bezeichnet mit 1800                                                                  | Wohnstallhaus Obergeschoss Fachwerk, zum Teil verbrettert, ursprünglich erhalten, baugeschichtlich und sozialgeschichtlich von Bedeutung, straßenbildprägend, Granittürstock, Satteldach, Schieferdeckung | 09252405 |
| Direkt Bild zu diesem Denkmal hochladen | Villa (ehemaliges Wohnstallhaus) mit Anbau und Scheune | Lessingstraße 3 (Karte)              | Um 1800                                                                              | Baugeschichtlich von Bedeutung. Villa: Fachwerk, großes Jugendstil-Bleiglasfenster, Anbau mit Dachüberhang und Zierfachwerk. Scheune: seitlicher Treppenaufgang (Holz), Giebel-Zierverbretterung. | 09252238 |
| Direkt Bild zu diesem Denkmal hochladen | Wohnstallhaus (Umgebinde) | Lessingstraße 6 (Karte)              | 2. Hälfte 19. Jahrhundert, im Kern älter                                             | Wohnstallhaus Obergeschoss Fachwerk verschiefert, Blockstube, baugeschichtlich von Bedeutung, Obergeschoss und Giebel verschiefert | 09252380 |
| Weitere Bilder                          | Wohnhaus (Umgebinde) ohne Anbau | Lessingstraße 11 (Karte)             | Bezeichnet mit 1830                                                                  | Ohne Anbau, Wohnstallhaus Obergeschoss und Giebel Fachwerk, baugeschichtlich von Bedeutung, orts- und straßenbildprägend, profilierte Umgebinde-Säulen, Granittürstock und Granitgewände, Krüppelwalmdach | 09252372 |
| Weitere Bilder                          | Wohnstallhaus (Umgebinde) | Lessingstraße 21 (Karte)             | 1. Hälfte 19. Jahrhundert                                                            | Wohnstallhaus Obergeschoss Fachwerk verschiefert, baugeschichtlich und sozialgeschichtlich von Bedeutung, ortstypisch, Fenster in Originalgröße | 09252382 |
|                                         | Wohnstallhaus (Umgebinde) | Lessingstraße 24 (Karte)             | 2. Hälfte 18. Jahrhundert                                                            | Wohnstallhaus Obergeschoss Sichtfachwerk, ursprünglich erhaltenes Beispiel für ehemalige Ortsbebauung, baugeschichtlich und sozialgeschichtlich von Bedeutung | 09252392 |
|                                         | Wohnhaus (Umgebinde) | Lessingstraße 25 (Karte)             | 2. Hälfte 18. Jahrhundert                                                            | Ehemaliges Weberhaus, weitgehend ursprünglich erhalten, baugeschichtlich und sozialgeschichtlich von Bedeutung, profilierte Umgebinde-Säulen, Dachhäuschen | 09252394 |
| Direkt Bild zu diesem Denkmal hochladen | Wohnstallhaus mit Türhäuschen und Sonnenuhr | Lessingstraße 27 (Karte)             | 1. Hälfte 19. Jahrhundert (Wohnstallhaus); um 1900 (Türhäuschen)                     | Obergeschoss und Giebel Sichtfachwerk, baugeschichtlich und straßenbildprägend von Bedeutung, Krüppelwalmdach, Gaupen verändert | 09252393 |
| Weitere Bilder                          | Wohnstallhaus (Umgebinde) mit integrierter Scheune | Lessingstraße 29 (Karte)             | Um 1850                                                                              | Obergeschoss Fachwerk verschiefert, ortstypisch, baugeschichtlich von Bedeutung, Giebelseite bereits mit Fachwerkeinbrüchen durch vergrößerte Fenster | 09252389 |
| Direkt Bild zu diesem Denkmal hochladen | Wohnhaus (Umgebinde) | Lessingstraße 34 (Karte)             | Ende 19. Jahrhundert                                                                 | Obergeschoss und Giebel Fachwerk, verschiefert, baugeschichtlich von Bedeutung, Krüppelwalmdach | 09252472 |
| Weitere Bilder                          | Wohnstallhaus (Umgebinde) über winkligem Grundriss und Scheune eines Dreiseithofes (Obermühle)                                                                                              | Lessingstraße 35 (Karte)             | Bezeichnet mit 1786                                                                  | Wohnstallhaus Obergeschoss Fachwerk, Fachwerkscheune, ortsbildprägend, ortshistorisch und baugeschichtlich von Bedeutung, Wohnstallhaus: profilierte Umgebinde-Säulen, Obergeschoss mit Sichtfachwerk, Korbbogenportale mit Granitgewänden, Schlussstein bezeichnet mit „Alles und in allem Christus – 1786“, Anbau mit Dachhecht, Krüppelmansarddach, Schieferdeckung | 09252474 |
| Weitere Bilder                          | Wohnstallhaus (Umgebinde) | Lessingstraße 37 (Karte)             | 1. Hälfte 19. Jahrhundert                                                            | Obergeschoss und Giebel mit Sichtfachwerk, baugeschichtlich und sozialgeschichtlich von Bedeutung, Frackdach | 09252475 |
| Direkt Bild zu diesem Denkmal hochladen | Wohnstallhaus (Umgebinde) | Lessingstraße 39 (Karte)             | Anfang 19. Jahrhundert                                                               | Typisch für Auenbebauung, baugeschichtlich und sozialgeschichtlich von Bedeutung, eingeschossig, Fachwerkgiebel, Satteldach | 09252476 |
| Weitere Bilder                          | Wohnhaus (Umgebinde) | Lessingstraße 42 (Karte)             | 2. Hälfte 18. Jahrhundert                                                            | Vermutlich Weberhaus, Beispiel für ursprüngliche Auenbebauung, baugeschichtlich und sozialgeschichtlich von Bedeutung, im Giebel Sichtfachwerk | 09252477 |
|                                         | Wohnhaus (Umgebinde) | Lessingstraße 44 (Karte)             | Um 1850                                                                              | Blockstube, baugeschichtlich von Bedeutung, Giebel verbrettert, Krüppelwalmdach mit Dachhäuschen, Schieferdeckung | 09252460 |
| Weitere Bilder                          | Wohnhaus (Umgebinde) mit Blockstube und angebautem Gasthaus | Lessingstraße 49 (Karte)             | 1. Hälfte 19. Jahrhundert (Wohnhaus); bezeichnet mit 1895 (Gasthaus)                 | Wohnhaus Obergeschoss Fachwerk verschiefert, ortsgeschichtlich von Bedeutung, straßenbildprägend. Wohnhaus: Blockstube, Giebel und Obergeschoss zweifarbig ornamental verschiefert. Gasthaus massiv, mit Gurtgesims, Krüppelwalmdach. | 09252456 |
| Direkt Bild zu diesem Denkmal hochladen | Wohnstallhaus (Umgebinde) | Lessingstraße 58 (Karte)             | 2. Hälfte 19. Jahrhundert                                                            | Mit Blockstube, ohne Anbau, Obergeschoss Fachwerk verschiefert, baugeschichtlich von Bedeutung, Obergeschoss zweifarbig verschiefert, Blockstube, Granodioritsockel im Erdgeschoss, Giebel verschiefert | 09252424 |
| Direkt Bild zu diesem Denkmal hochladen | Wohnhaus in offener Bebauung | Lessingstraße 59 (Karte)             | 2. Hälfte 18. Jahrhundert                                                            | Alte Form weitgehend erhalten, baugeschichtlich und sozialgeschichtlich von Bedeutung, sehr steiles Dach, Dachhäuschen | 09252426 |
| Direkt Bild zu diesem Denkmal hochladen | Bauernhaus (Umgebinde) mit Sonnenuhr, Gartenhaus und Einfriedung | Lessingstraße 63 (Karte)             | Mitte 19. Jahrhundert (Bauernhaus); um 1900 (Gartenhaus)                             | Obergeschoss Fachwerk, baugeschichtlich von Bedeutung. Wohnstallhaus: erstes Obergeschoss und Giebel Fachwerk, verschiefert, Blockstube, Satteldach mit Schieferdeckung, Sonnenuhr, Drillingsfenster. Gartenhaus: reich verziert. | 09252427 |
| Direkt Bild zu diesem Denkmal hochladen | Wohnstallhaus | Lessingstraße 76 (Karte)             | Bezeichnet mit 1857 im Türsturz                                                      | Obergeschoss Fachwerk verschiefert, baugeschichtlich von Bedeutung | 09300161 |
| Direkt Bild zu diesem Denkmal hochladen | Wohnstallhaus (Umgebinde) | Lessingstraße 79 (Karte)             | 2. Hälfte 19. Jahrhundert                                                            | Blockstube, Obergeschoss Fachwerk verschiefert, baugeschichtlich von Bedeutung, Giebel verschiefert | 09252416 |
| Direkt Bild zu diesem Denkmal hochladen | Wohnhaus (Umgebinde) | Lessingstraße 81 (Karte)             | 2. Hälfte 19. Jahrhundert, im Kern älter                                             | Haus typisch für ehemalige Auenbebauung, baugeschichtlich von Bedeutung, eingeschossig, Giebel verbrettert | 09252417 |
| Direkt Bild zu diesem Denkmal hochladen | Wohnstallhaus (Umgebinde) | Lessingstraße 85 (Karte)             | 2. Hälfte 19. Jahrhundert                                                            | Obergeschoss Fachwerk, Giebel verkleidet, baugeschichtlich von Bedeutung, Satteldach | 09252418 |
| Direkt Bild zu diesem Denkmal hochladen | Wohnstallhaus (vermutlich ehemaliges Umgebindehaus) | Lessingstraße 91 (Karte)             | Um 1800                                                                              | Obergeschoss Fachwerk, zweifarbig verschiefert, straßenbildprägend, baugeschichtlich und sozialgeschichtlich von Bedeutung, im Giebel schönes Sichtfachwerk, ein Teil des Hauses im Obergeschoss leicht vorkragend, originale Fenster | 09252408 |
| Direkt Bild zu diesem Denkmal hochladen | Wohnstallhaus (Umgebinde) | Mittelstraße 1 (Karte)               | Um 1850                                                                              | Ohne Anbau, Obergeschoss und Giebel Fachwerk, verschiefert, ortstypisch, baugeschichtlich von Bedeutung | 09252467 |
| Direkt Bild zu diesem Denkmal hochladen | Wohnhaus (Umgebinde) | Mittelstraße 3 (Karte)               | 1. Hälfte 19. Jahrhundert, im Kern vermutlich älter                                  | Baugeschichtlich von Bedeutung, eingeschossig, im Giebel schönes Sichtfachwerk und rundbogige Fenster | 09252468 |
| Direkt Bild zu diesem Denkmal hochladen | Umgebindeteil eines Wohnhauses | Mittelstraße 8 (Karte)               | Um 1850                                                                              | Typisch für Auenbebauung, baugeschichtlich von Bedeutung, Giebel verkleidet, Satteldach, Schieferdeckung | 09252471 |
| Direkt Bild zu diesem Denkmal hochladen | Wohnstallhaus (Umgebinde) | Mühlengasse 3 (Karte)                | 1. Hälfte 19. Jahrhundert, im Kern älter                                             | Doppelblockstubenhaus, Obergeschoss Fachwerk verschiefert, ohne rückseitige Anbauten, baugeschichtlich und sozialgeschichtlich von Bedeutung, Umgebinde auf einer Seite nur aufgesetzt, Obergeschoss und Giebel verschiefert, Granittürgewände, Satteldach mit Schieferdeckung, originale Fenster | 09252428 |
| Direkt Bild zu diesem Denkmal hochladen | Wohnstallhaus (Umgebinde) | Mühlengasse 7 (Karte)                | 1. Hälfte 19. Jahrhundert                                                            | Blockstube, Obergeschoss Fachwerk verschiefert, Giebel verbrettert, baugeschichtlich und sozialgeschichtlich von Bedeutung, Obergeschoss verschiefert, Giebel verbrettert, originale Fenster | 09252429 |
| Direkt Bild zu diesem Denkmal hochladen | Wohnstallhaus (Umgebinde) und Scheune eines Zweiseithofes | Mühlengasse 8 (Karte)                | Bezeichnet mit 1859                                                                  | Obergeschoss Fachwerk verschiefert, über Eck gebaut, exzellente Lage, baugeschichtlich und ortsbildprägend von Bedeutung, Wohnstallhaus: Blockstube, profilierte Umgebinde-Säulen, Obergeschoss und Giebel Fachwerk, zweifarbig ornamental verschiefert, Scheune verbrettert | 09252455 |
| Direkt Bild zu diesem Denkmal hochladen | Wohnhaus mit Blockstube ohne neueren Anbau | Mühlengasse 11 (Karte)               | Anfang 19. Jahrhundert                                                               | Ohne neueren Anbau, weitgehend ursprünglich erhalten, im Ort singulär, baugeschichtlich von Bedeutung | 09252457 |
|                                         | Wohnhaus, ehemals Schule | Mühlengasse 13 (Karte)               | Bezeichnet mit 1806                                                                  | Ehemals Schule, Obergeschoss und Giebel Sichtfachwerk, baugeschichtlich, ortsgeschichtlich und ortsbildprägend von Bedeutung, Granitgewände im Erdgeschoss | 09252458 |
|                                         | Wohnhaus (Umgebinde) mit ehemaliger Werkstatt | Mühlengasse 15 (Karte)               | Um 1850                                                                              | Obergeschoss und Giebel Fachwerk, zweifarbig verschiefert, ortsbildprägend, baugeschichtlich von Bedeutung, Krüppelwalmdach mit Hechtgaupe | 09252459 |
| Direkt Bild zu diesem Denkmal hochladen | Gasthof mit Saalanbau (Erbgericht) | Oppacher Straße 1 (Karte)            | Mitte 18. Jahrhundert                                                                | Stattliches ortsbildprägendes Gebäude, baugeschichtlich und ortshistorisch von Bedeutung, Zwillingsfenster im Erdgeschoss, Krüppelwalmdach, einfache Biberschwanzdeckung | 09252374 |
| Direkt Bild zu diesem Denkmal hochladen | Wohnhaus (Umgebinde) | Oppacher Straße 14 (Karte)           | 2. Hälfte 19. Jahrhundert                                                            | Obergeschoss Fachwerk verschiefert, straßenbildprägend und baugeschichtlich von Bedeutung | 09252400 |
| Direkt Bild zu diesem Denkmal hochladen | Wohnhaus | Oppacher Straße 18 (Karte)           | Ende 19. Jahrhundert                                                                 | Obergeschoss Fachwerk verschiefert, prägt das Bild der Chaussee entscheidend mit, ehemaliges Arbeiterwohnhaus, baugeschichtlich von Bedeutung, für Betriebsangehörige gebaut, daher Mansarddach ungewöhnlich | 09252398 |
| Direkt Bild zu diesem Denkmal hochladen | Wohnhaus (Umgebinde) | Oppacher Straße 25 (Karte)           | 1887/1888                                                                            | Obergeschoss und Giebel Fachwerk, ornamental verschiefert, wichtig für das Ortsbild, baugeschichtlich von Bedeutung, Krüppelwalmdach mit Dachhecht, Massivteil aus Granit-Haustein | 09252399 |
| Direkt Bild zu diesem Denkmal hochladen | Ehemalige Wäscherei (straßenseitiger Bau mit seitlichem Pavillon) | Oppacher Straße 26 (Karte)           | Bezeichnet mit 1883                                                                  | Sozialhistorisch von Bedeutung, zweigeschossig, massiv, mit symmetrischem Aufbau der Fassade, zweiachsiger Mittelrisalit, Putzgliederung im Erdgeschoss sowie an Fenstern und Ecken, seitlicher eingeschossiger Verandaanbau, rückwärtiges Gebäude kein Denkmal, laut ALK-Daten besitzt Gebäudekomplex die Hausnummer 26, bis November 2007 irrtümlich unter Nummer 24 erfasst | 09251445 |
| Direkt Bild zu diesem Denkmal hochladen | Wohnstallhaus (Umgebinde) und Scheune eines Zweiseithofes | Schirgiswalder Straße 1 (Karte)      | Bezeichnet mit 1807                                                                  | Wohnstallhaus Obergeschoss und Giebel Fachwerk, zweifarbig verschiefert, prägnante Lage, ortsbildprägend, baugeschichtlich von Bedeutung, Blockstube, Umgebinde-Säulen verblendet, Granittürgewände | 09252409 |
| Direkt Bild zu diesem Denkmal hochladen | Wohnstallhaus (Umgebinde) eines Vierseithofes, mit Granittrog | Schirgiswalder Straße 18 (Karte)     | Bezeichnet mit 1741 (Wohnstallhaus); bezeichnet mit 1820 (Granittrog)                | Obergeschoss und Giebel Fachwerk, zweifarbig verschiefert, prägnante Lage zur Aue, hausgeschichtlich, baugeschichtlich und sozialgeschichtlich von Bedeutung, Umgebinde-Säulen profiliert, Granittürstock mit Inschrift, originale Fenster | 09252410 |
| Direkt Bild zu diesem Denkmal hochladen | Wohnstallhaus (Umgebinde) und Scheune eines Dreiseithofes | Schmiedeweg 1 (Karte)                | 2. Hälfte 18. Jahrhundert                                                            | Wohnstallhaus Obergeschoss Fachwerk verbrettert, Giebel verbrettert, Fachwerk und Umgebinde-Konstruktion weitestgehend original erhalten, ebenso Hofstruktur, straßenbildprägend, baugeschichtlich und sozialgeschichtlich von Bedeutung | 09252376 |
|                                         | Wohnstallhaus (Umgebinde) und Scheune eines Zweiseithofes | Schmiedeweg 4 (Karte)                | 2. Hälfte 19. Jahrhundert, im Kern vermutlich älter                                  | Wohnstallhaus erstes Obergeschoss Fachwerk, Giebel verschiefert, straßenbildprägend, baugeschichtlich von Bedeutung, Umgebinde und Fenstergewände stark verziert | 09252123 |
| Direkt Bild zu diesem Denkmal hochladen | Wohnstallhaus (Umgebinde) und Scheunenanbau eines Zweiseithofes | Schmiedeweg 6 (Karte)                | Bezeichnet mit 1861                                                                  | Wohnstallhaus Obergeschoss Fachwerk verkleidet, baugeschichtlich von Bedeutung, Granittürstock | 09252122 |
| Direkt Bild zu diesem Denkmal hochladen | Wohnstallhaus (Umgebinde) | Schmiedeweg 7 (Karte)                | Mitte 19. Jahrhundert                                                                | Ohne Anbau, Fachwerk im Obergeschoss und Giebel, baugeschichtlich von Bedeutung | 09252375 |
| Direkt Bild zu diesem Denkmal hochladen | Wohnstallhaus (Umgebinde) und Scheune eines Zweiseithofes | Schmiedeweg 9 (Karte)                | Bezeichnet mit 1793                                                                  | Wohnstallhaus Obergeschoss und Giebel Fachwerk, verbrettert, baugeschichtlich von Bedeutung, Granittürgewände | 09252145 |
|                                         | Wohnstallhaus (Umgebinde) und Scheune eines Zweiseithofes, mit Granittrog | Schmiedeweg 10 (Karte)               | 1. Hälfte 19. Jahrhundert, im Kern älter (Wohnstallhaus); bezeichnet mit 1806 (Trog) | Wohnstallhaus Obergeschoss und Giebel zweifarbig verschiefert, straßenbildprägendes Ensemble, baugeschichtlich von Bedeutung, Granittürstock, Scheune (Fachwerk/Langständer): T-Baukörper, Eck-Überstand | 09252121 |
| Direkt Bild zu diesem Denkmal hochladen | Wohnstallhaus (Umgebinde) und Scheune eines Zweiseithofes | Schmiedeweg 11 (Karte)               | Mitte 19. Jahrhundert                                                                | Wohnstallhaus Obergeschoss Fachwerk verschiefert, baugeschichtlich von Bedeutung, Obergeschoss und Giebel verschiefert, Granittürgewände | 09252120 |
| Direkt Bild zu diesem Denkmal hochladen | Wohnstallhaus (Umgebinde) eines Zweiseithofes | Talweg 1 (Karte)                     | Bezeichnet mit 1848                                                                  | Mit Blockstube, Obergeschoss Fachwerk, ortsbildprägend, baugeschichtlich von Bedeutung, profilierte Umgebindesäulen, Blockstube, Granitgewände, Satteldach mit Schieferdeckung | 09252406 |
|                                         | Wohnstallhaus (Umgebinde) und Granittrog | Waldbadstraße 9 (Karte)              | 1770er Jahre                                                                         | Ehemaliges Weberhaus, weitgehend original erhaltenes Zeugnis des früheren Ortsbildes, niedriges, langgestrecktes Gebäude, Stall um 1900 ausgebaut | 09252113 |
| Direkt Bild zu diesem Denkmal hochladen | Wohnhaus (Umgebinde) ohne Anbau zum Fahrweg hin | Waldbadstraße 11 (Karte)             | 2. Hälfte 18. Jahrhundert                                                            | Ohne Anbau zum Fahrweg hin, mit überstehendem Schleppdach, ehemaliges Weberhaus, Beispiel der früheren Auenbebauung, baugeschichtlich und sozialgeschichtlich von Bedeutung, außerhalb des Umgebindes stark verändert, Umgebinde um 1900 erneuert | 09252114 |
|                                         | Wohnstallhaus (Umgebinde) und Granittrog | Waldbadstraße 12 (Karte)             | Ende 18. Jahrhundert                                                                 | Obergeschoss Fachwerk, giebelseitig zweifarbig verschiefert, weitgehend original erhalten, baugeschichtlich und sozialgeschichtlich von Bedeutung, Fenstergrößen original erhalten | 09252116 |
|                                         | Handwerks-Dreiseithof mit Wohnstallhaus (Umgebinde, ohne Anbau), Schmiede und Wirtschaftsgebäude (Schwerschmiede)                                                                           | Waldbadstraße 14 (Karte)             | 2. Hälfte 19. Jahrhundert                                                            | Wohnstallhaus Obergeschoss Fachwerk verbrettert, Stall mit Ziegelmauerwerk, baugeschichtlich und technikgeschichtlich von Bedeutung, Schmiede Granitwerkstein, Fenster in originaler Größe, Stall mit Ziegelmauerwerk | 09252117 |
|                                         | Waldbad Wehrsdorf mit rechteckigem Wasserbecken (50 × 25 m) mit Ausmauerung in Granitbossensteinen, Funktionsgebäuden (hölzerne Umkleidekabinen und Kartenhäuschen) sowie großer Liegewiese | Waldbadstraße 17 (Karte)             | 1936 (Baubeginn) und 1937 (Einweihung)                                               | Ortsbild- und landschaftsprägend, baugeschichtlich und sozialgeschichtlich interessante Anlage mit ursprünglich erhaltener Baukonzeption und landschaftstypischen Baumaterialien. Dokument des Vereinslebens der Dorfgemeinschaft, deshalb ortsgeschichtlich von Bedeutung. Baubeginn 1936, Einweihung 6. Juni 1937, 1. Badefest 29. August 1937, 1986–1987 Umbau bzw. Sanierung, aber keine tiefgreifenden Veränderungen der herkömmlichen Anlage und landschaftstypische Materialien (Granit und Holz), Funktionsgebäude als Holzkonstruktion, die in Stil und Architektursprache dem 1. Drittel des 20. Jahrhunderts entspricht, Dokument der Körperkultur in Entstehungszeit harmonischer Bestandteil der Landschaft des Wehrsdorfer Ortsbildes, e. V. – Waldbadverein unterstützt Anliegen der Erhaltung und Sanierung des Bades, öffentliches Erhaltungsinteresse von verschiedenen Seiten her gegeben | 09279092 |
| Direkt Bild zu diesem Denkmal hochladen | Wohnstallhaus (Umgebinde) | Weifaer Straße 1 (Karte)             | Um 1800                                                                              | Obergeschoss Fachwerk verschiefert, baugeschichtlich und sozialgeschichtlich von Bedeutung | 09252257 |

## Streichungen von der Denkmalliste

### Streichungen von der Denkmalliste (Sohland an der Spree)
| Bild                                    | Bezeichnung | Lage                                                 | Datierung                 | Beschreibung | ID       |
| --------------------------------------- | --- | ---------------------------------------------------- | ------------------------- | --- | -------- |
| Direkt Bild zu diesem Denkmal hochladen | Mühlteich, Mühlwehr, Steindeckerbrücke und Granittrog der Obermühle |                                                      |                           | Ortsgeschichtlich und technikgeschichtlich von Bedeutung; nach 2014 von der Denkmalliste gestrichen | 09251853 |
| Weitere Bilder                          | Dreiherrenstein (Grenzstein) | (nahe Neudorf) (Karte)                               |                           | Regionalgeschichtlich von Bedeutung; nach 2014 von der Denkmalliste gestrichen | 09252579 |
| Direkt Bild zu diesem Denkmal hochladen | Reformationsstein | Am Kirchberg                                         | Bezeichnet mit 1817       | Ortsgeschichtlich von Bedeutung; nach 2014 von der Denkmalliste gestrichen | 09251561 |
| Direkt Bild zu diesem Denkmal hochladen | Brestowin-Stein | Am Kirchberg                                         | Bezeichnet mit 1704       | Ortsgeschichtlich von Bedeutung; nach 2014 von der Denkmalliste gestrichen | 09251559 |
| Direkt Bild zu diesem Denkmal hochladen | Seitengebäude der ehemaligen Schäferei | An der Schäferei 5 (Karte)                           | 18. Jahrhundert           | Ortshistorisch von Bedeutung, verputzter Bruchsteinbau mit Toröffnungen, Satteldach. Zwischen 2017 und 2024 aus der Denkmalliste gestrichen. | 09252582 |
| Direkt Bild zu diesem Denkmal hochladen | Wohnstallhaus (Fachwerk), Torpfeiler und Zaunsäulen aus Granit, Granitsteintrog, Erdkeller an NW-Ecke des Wohnstallhauses und Gehölzpflanzung mit Steineinfassung in Form eines Rondells (ehemalige Schäferei, ehemalige Försterei) | Förstereistraße 2 (Karte)                            | Um 1850                   | Gebäude als Bestandteil der ehemaligen Schäferei, später Försterei von Sohland von ortshistorischer Bedeutung, auch landschaftsgestaltender Wert; zwischen 2008 und 2013 abgerissen und neu bebaut. Wohnstallhaus als sehr langgestreckter Baukörper, weitgehend original erhalten hinsichtlich Kubatur, Holzfenster im ersten Obergeschoss, Fachwerk mit Verbretterung, Dachdeckung in Schiefer, Dachgaupen, auch Details wie Granitpfeiler und -säulen, Granittrog, steinern eingefasstes Pflanzrondell tragen zur erhaltenswerten Umgebung des Denkmals bei. Die nachträgliche Unterschutzstellung erfolgte auf Antrag des Landratsamts Bautzen. | 09252021 |
| Direkt Bild zu diesem Denkmal hochladen | Wohnstallhaus mit verbrettertem Anbau | Hainspacher Straße 44 (Karte)                        | Bezeichnet mit 1878       | Obergeschoss Fachwerk, baugeschichtlich von Bedeutung, Obergeschoss zweifarbig verschiefert, Granittürgewände, originale Fenstergrößen. Zwischen 2019 und 2023 abgerissen. | 09251793 |
| Direkt Bild zu diesem Denkmal hochladen | Wohnhaus mit Steinbank | Hauptstraße 12 (Karte)                               | 1. Hälfte 19. Jahrhundert | Wohnstallhaus Obergeschoss Fachwerk, baugeschichtlich und sozialgeschichtlich von Bedeutung; zwischen 2008 und 2013 abgerissen. Sichtfachwerk im Obergeschoss, Granittürstock, originale Fenster und -gewände, giebelseitig ornamental verschiefert. | 09251579 |
| Direkt Bild zu diesem Denkmal hochladen | Wohnhaus ohne Nebengebäude | Hauptstraße 39 (Karte)                               | Bezeichnet mit 1858       | Ohne Nebengebäude, Obergeschoss Fachwerk, verschiefert, baugeschichtlich von Bedeutung, Gasthaus und Fleischerei, illusionistische Rautenmalerei auf Schiefer, Granittür- und -fenstergewände, mit kleinem Vorhäuschen, dieses 2003 nicht mehr vorhanden. Zwischen 2017 und 2024 aus der Denkmalliste gestrichen. | 09251663 |
| Direkt Bild zu diesem Denkmal hochladen | Gasthaus zur Grenze | Rosenbachstraße 30 (Schluckenauer Straße 19) (Karte) | Um 1850                   | Baugeschichtlich und ortsgeschichtlich von Bedeutung, massiv, mit Gurtgesimsen, Putzgliederung und Dachhaus mit Obelisk- und Volutenornament; 2023 abgerissen | 09252491 |
| Direkt Bild zu diesem Denkmal hochladen | Zwei Gedenksteine (Findlinge) mit einem Bronzerelief (Profilansicht Bismarck) und einer Metallplatte mit Inschrift | Schluckenauer Straße                                 | Nach 1900                 | Personen- und ortsgeschichtliche Bedeutung | 09301926 |
| Direkt Bild zu diesem Denkmal hochladen | Zwei Steindeckerbrücken | Straße am Friedenshain                               | 19. Jahrhundert           | Verkehrshistorisch von Bedeutung | 09251539 |
| Direkt Bild zu diesem Denkmal hochladen | Umgebindeteil eines Häusleranwesens | Tännicht 5 (Karte)                                   | 19. Jahrhundert           | Bau- und sozialgeschichtlich von Bedeutung, Giebel-Fachwerk. Zwischen 2017 und 2024 aus der Denkmalliste gestrichen. | 09251885 |
| Direkt Bild zu diesem Denkmal hochladen | Wohnstallhaus | Wiesengrundweg 12 (Karte)                            | 2. Hälfte 18. Jahrhundert | Obergeschoss Fachwerk, ursprünglich erhalten, baugeschichtlich und sozialgeschichtlich von Bedeutung; zwischen 2000 und 2008 abgerissen | 09252441 |

### Streichungen von der Denkmalliste (Taubenheim/Spree)
| Bild                                    | Bezeichnung                                                                            | Lage                        | Datierung                           | Beschreibung | ID       |
| --------------------------------------- | -------------------------------------------------------------------------------------- | --------------------------- | ----------------------------------- | --- | -------- |
| Direkt Bild zu diesem Denkmal hochladen | Wohnhaus (Umgebinde)                                                                   | Am Schafberg 8 (Karte)      | Um 1850                             | Obergeschoss Fachwerk, baugeschichtlich von Bedeutung; zwischen 2008 und 2013 abgerissen. Mit Blockstube, spätere Aufstockung, Obergeschoss verschiefert. | 09252510 |
| Direkt Bild zu diesem Denkmal hochladen | Ländliches Wohnhaus, ehemals „Wirtshaus Geige“                                         | Am Sportplatz 7 (Karte)     | 18. Jahrhundert                     | Eingeschossiger Putzbau mit Krüppelwalmdach, ehemals „Wirtshaus Geige“, baugeschichtlich und ortsgeschichtlich von Bedeutung, massiver, gedrungener Bau mit Putzgliederung, breitgelagertes Krüppelwalmdach, gehörte früher zum ehemaligen Rittergut, bis Dezember 2007 irrtümlich unter der Hausnummer 10 in der Denkmalliste. Abbruchantrag vom 29. April 2013. Zwischen 2017 und 2024 aus der Denkmalliste gestrichen. | 09252519 |
| Direkt Bild zu diesem Denkmal hochladen | Wohnhaus                                                                               | An der Kleinbahn 8 (Karte)  | Bezeichnet mit 1898                 | Im Heimatstil (Klinker), baugeschichtlich von Bedeutung; nach 2014 von der Denkmalliste gestrichen. Klinkerbau mit massivem Steinsockel, hinterer Anbau mit Fachwerk im Obergeschoss, straßenseitig vorgezogene Mitte mit holzverbrettertem Giebel, leider bereits einige Fenster erneuert, ehemalige Formate aber beibehalten, Sandsteinrahmungen der Fenster, (in Granittafel bezeichnet mit „Erbaut 1898“), Obergeschoss und Giebel mit zweifarbiger dekorativer Verschieferung, Satteldach mit Zwerchdächern über hof- und straßenseitigen Anbauten, Biberschwänze in Doppeldeckung, Kennzeichnung mit Nummer 5 und 7 am Bau (ursprünglich falsch erfasst unter Nummer 7). | 09254999 |
| Direkt Bild zu diesem Denkmal hochladen | Wohnhaus (Umgebinde)                                                                   | Oppacher Weg 3 (Karte)      | Um 1800                             | Typisch für die Auenbebauung, baugeschichtlich von Bedeutung; nach 2014 von der Denkmalliste gestrichen | 09252526 |
| Direkt Bild zu diesem Denkmal hochladen | Wohnstallhaus (Umgebinde) ohne Anbau                                                   | Sohlander Straße 23 (Karte) | Um 1850, mit späteren Veränderungen | Baugeschichtlich von Bedeutung; zwischen 2008 und 2013 abgerissen. Umgebinde-Säulen und Blockstube verschalt, Giebel zweifarbig verschiefert, Obergeschoss verbrettert, Schleppdach, auf Gelände des ehemaligen VEB Lausitzer Holzindustrie Ringenhain, Betriebsteil Taubenheim. | 09252566 |
| Direkt Bild zu diesem Denkmal hochladen | Wohnstallhaus (Umgebinde) mit späterem Gasthofanbau („Zur Goldschmiede“) und Sonnenuhr | Straße der Jugend 1 (Karte) | Bezeichnet mit 1792                 | Obergeschoss Fachwerk, baugeschichtlich und ortsbildprägend von Bedeutung; zwischen 2014 und 2016 abgerissen | 09252522 |

### Streichungen von der Denkmalliste (Wehrsdorf)
| Bild                                    | Bezeichnung                                   | Lage                        | Datierung                 | Beschreibung | ID       |
| --------------------------------------- | --------------------------------------------- | --------------------------- | ------------------------- | --- | -------- |
| Direkt Bild zu diesem Denkmal hochladen | Wasserstollen                                 |                             | Um 1830                   | Bergbaugeschichtlich von Bedeutung; nach 2014 von der Denkmalliste gestrichen | 09252585 |
| Direkt Bild zu diesem Denkmal hochladen | Wohnstallhaus (Umgebinde)                     | Dresdener Straße 26 (Karte) | Um 1850                   | Ohne Anbau, Obergeschoss Fachwerk verschiefert, stattliches Gebäude, straßen- und ortsbildprägend, baugeschichtlich von Bedeutung; nach 2014 von der Denkmalliste gestrichen                          | 09252164 |
| Direkt Bild zu diesem Denkmal hochladen | Wohnhaus (Umgebinde)                          | Dresdener Straße 36 (Karte) | 1. Hälfte 19. Jahrhundert | Verziertes Umgebinde mit starken Stützen, bau- und sozialgeschichtlich von Bedeutung. Zwischen 2017 und 2024 aus der Denkmalliste gestrichen.                                                         | 09252111 |
| Direkt Bild zu diesem Denkmal hochladen | Wohnstallhaus und Scheune eines Zweiseithofes | Fichtestraße 22 (Karte)     | 2. Hälfte 18. Jahrhundert | Wohnstallhaus Obergeschoss Fachwerk, baugeschichtlich und sozialgeschichtlich von Bedeutung; abgerissen. Wohnstallhaus: Obergeschoss Fachwerk, teils verbrettert, Frackdach, Scheune mit Schleppdach. | 09252430 |
| Direkt Bild zu diesem Denkmal hochladen | Umgebindeteil eines Wohnhauses                | Mittelstraße 6 (Karte)      | Um 1850, im Kern älter    | Typisch für Auenbebauung, baugeschichtlich von Bedeutung; nach 2014 von der Denkmalliste gestrichen                                                                                                   | 09252470 |

## Tabellenlegende
- Bild: Bild des Kulturdenkmals, ggf. zusätzlich mit einem Link zu weiteren Fotos des Kulturdenkmals im Medienarchiv Wikimedia Commons. Wenn man auf das Kamerasymbol klickt, können Fotos zu Kulturdenkmalen aus dieser Liste hochgeladen werden:
- Bezeichnung: Denkmalgeschützte Objekte und ggf. Bauwerksname des Kulturdenkmals
- Lage: Straßenname und Hausnummer oder Flurstücknummer des Kulturdenkmals. Die Grundsortierung der Liste erfolgt nach dieser Adresse. Der Link (Karte) führt zu verschiedenen Kartendiensten mit der Position des Kulturdenkmals. Fehlt dieser Link, wurden die Koordinaten noch nicht eingetragen. Sind diese bekannt, können sie über ein Tool mit einer Kartenansicht einfach nachgetragen werden. In dieser Kartenansicht sind Kulturdenkmale ohne Koordinaten mit einem roten bzw. orangen Marker dargestellt und können durch Verschieben auf die richtige Position in der Karte mit Koordinaten versehen werden. Kulturdenkmale ohne Bild sind an einem blauen bzw. roten Marker erkennbar.
- Datierung: Baubeginn, Fertigstellung, Datum der Erstnennung oder grobe zeitliche Einordnung entsprechend des Eintrags in der sächsischen Denkmaldatenbank
- Beschreibung: Kurzcharakteristik des Kulturdenkmals entsprechend des Eintrags in der sächsischen Denkmaldatenbank, ggf. ergänzt durch die dort nur selten veröffentlichten Erfassungstexte oder zusätzliche Informationen
- ID: Vom Landesamt für Denkmalpflege Sachsen vergebene, das Kulturdenkmal eindeutig identifizierende Objekt-Nummer. Der Link führt zum PDF-Denkmaldokument des Landesamtes für Denkmalpflege Sachsen. Bei ehemaligen Kulturdenkmalen können die Objektnummern unbekannt sein und deshalb fehlen bzw. die Links von aus der Datenbank entfernten Objektnummern ins Leere führen. Ein ggf. vorhandenes Icon  führt zu den Angaben des Kulturdenkmals bei Wikidata.